# Yemen

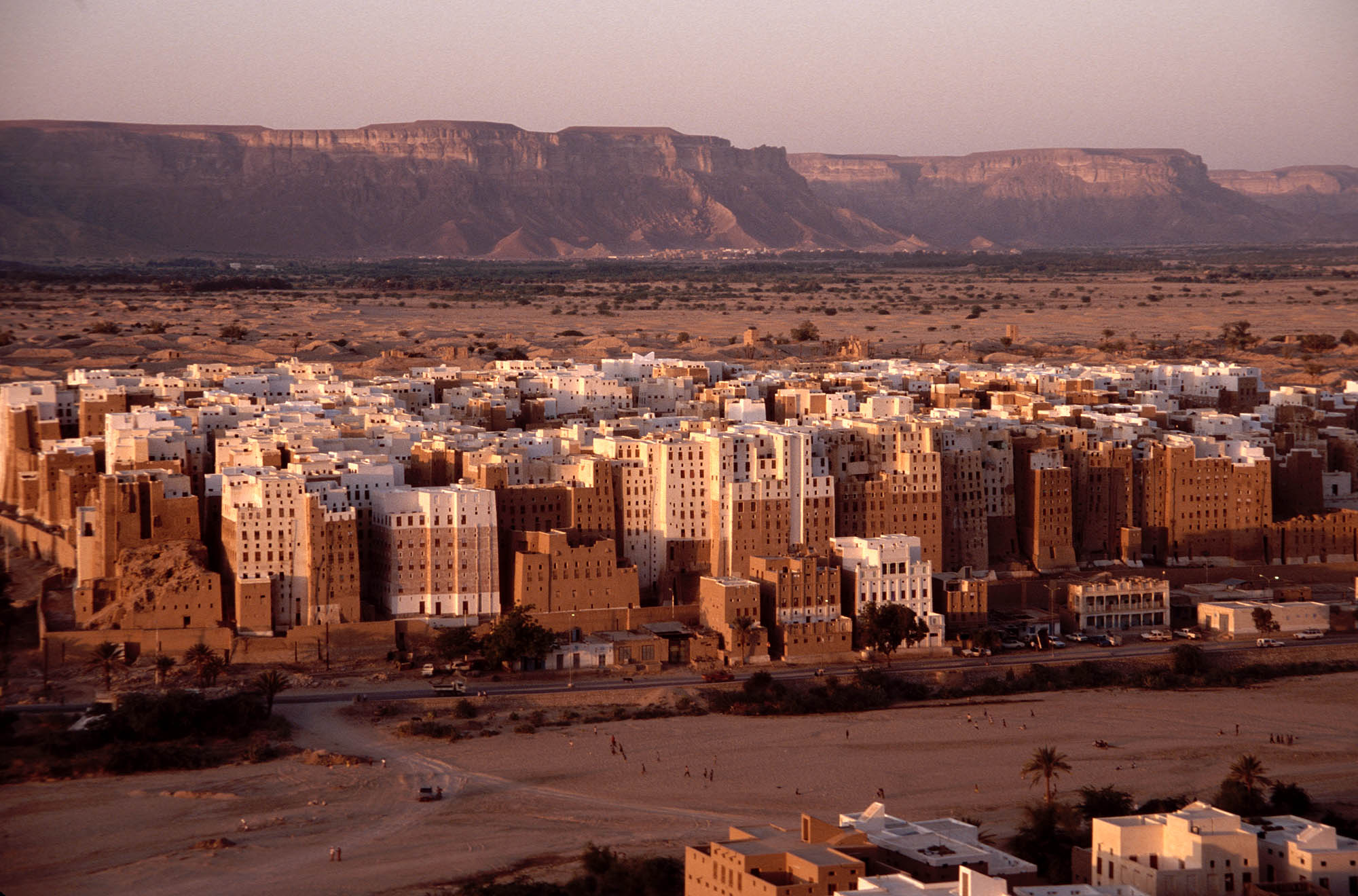
Ciudad de Shibam en el desierto yemení.

Yemen, (en árabe: ٱلْيَمَنْ) oficialmente la República de Yemen (en árabe: الجمهوريّة اليمنية, Al-Jumhūrīyah al-Yamanīyah), es un país bicontinental situado en Oriente Próximo (entre Asia y África), compartiendo sus fronteras con Omán y Arabia Saudita. Su parte asiática está situada en el Mashreq, al sur de la península arábiga, rodeado por el mar Arábigo, el golfo de Adén y el mar Rojo, en Asia, mientras que la isla de Socotra está en la plataforma continental africana. Es el único estado republicano en la península arábiga. Su capital y ciudad más poblada es Saná.
La actual República de Yemen surgió en 1990 tras la unificación de la República Árabe de Yemen (Yemen del Norte), y la República Popular Democrática de Yemen (Yemen del Sur). Yemen del Norte alcanzó la independencia en 1918 con la partición del Imperio otomano, mientras que los británicos mantuvieron el control en el sur del país hasta 1967, cuando se independizó como Yemen del Sur. Estos dos países se unificaron formalmente como la República de Yemen en 1990. Alí Abdalá Salé fue su primer presidente. Su situación fue muy convulsa, con una guerra civil desde el sur que duró hasta 1994, y la delimitación de sus fronteras, en 2000 entre Yemen y Arabia Saudita, y en 2003 con el Sultanato de Omán, que acordaron la delimitación definitiva de sus fronteras.
Yemen es un país subdesarrollado, y es el país más pobre de Oriente Próximo. Bajo el gobierno del presidente Alí Abdalá Salé, Yemen fue descrito como una «cleptocracia».
En el contexto de la Primavera Árabe, Yemen ha estado en crisis política desde 2011, comenzando con las protestas callejeras contra la pobreza, el desempleo, la corrupción y el plan del presidente Salé de enmendar la Constitución y eliminar el límite del mandato presidencial, convirtiéndolo de hecho en presidente de por vida. Salé renunció en favor de Abd Rabbuh Mansur al-Hadi (Mansur al-Hadi ya era vicepresidente desde 1994, llegando a ejercer como presidente interino en 2011, mientras Salé se recuperaba al haber sido herido). Abd Rabbuh Mansur al-Hadi fue elegido oficialmente presidente el 21 de febrero de 2012 en una elección de una sola persona. El proceso de transición fue interrumpido por los conflictos entre los Huthíes y Al-Islah, así como la insurgencia de Al-Qaeda. En septiembre de 2014, los Huthíes se apoderaron de la capital, Saná, declarándose más tarde el control del país después de un golpe de Estado. Esto resultó en una nueva guerra civil y una intervención militar dirigida por Arabia Saudita para prevenir el colapso del gobierno incipiente de al-Hadi.
Arabia Saudita, desde 2015, ha ejercido un bloqueo que impide la importación de alimentos, desencadenando la mayor crisis humanitaria de la República de Yemen hasta el momento.

## Etimología
En árabe, Yemen (يمن yaman) significa «derecha». Existen varias explicaciones sobre el significado de este nombre: algunos autores clásicos árabes afirman que se debe a que el país está a la derecha de La Meca o del sol de levante. Otros dicen que se debe a que Yoqtan, también llamado Qahtan —antepasado de los árabes del sur según la Tabla de las Naciones del Génesis—, giró a la derecha cuando, bajando desde el norte de Arabia, se estableció en el actual Yemen. Una última teoría extrae el nombre del hijo de Qahtan, el héroe epónimo Yaman Ibn Qahtan.

## Historia
Yemen es uno de los centros más antiguos de civilización del Oriente Próximo. Su tierra, relativamente fértil en algunos valles, y su clima húmedo, permitieron el desarrollo de una población estable. La población nómada de la región, se dedicó al pastoreo y a la cría de aves durante toda la época antigua.
El geógrafo griego Claudio Ptolomeo se refirió a Yemen en sus textos como Eudaimon Arabia (término más conocido por su traducción latina, Arabia Felix). Los pueblos mediterráneos veían llegar caravanas cargadas de incienso, mirra, casia, canela y láudano; o riquezas como oro, ébano, marfil y seda, por lo que consideraron que debía tratarse de una tierra de fábula. Su máximo esplendor fue el Reino de Saba –capital, Mariaba (Marib)– con su misteriosa reina y su relación amorosa con el rey judío Salomón, que dio origen al mito. La leyenda de Arabia Felix resurgió en el XVII, cuando comerciantes franceses, ingleses y portugueses oyeron hablar de una bebida, el «oro negro» –el café–, que se exportaba al mundo entero a través del puerto yemení de Moca.
La zona fue dominada por tres civilizaciones sucesivas entre el siglo XII a. C. y el siglo VI, que controlaron el lucrativo tráfico de especias: los mineos, los sabeos y los himyaritas.
El Reino de Saba, cuya capital era Marib, alcanzó un gran poderío por su situación estratégica, entre la India y el Mediterráneo, lo que le permitió monopolizar el tráfico de especias. De allí era supuestamente originaria la legendaria reina de Saba del Antiguo Testamento. El reino pasó a ser dominado a partir del siglo III d. C. por la dinastía himyarita, por lo que se habla del Reino de Himyar. Luego fue anexionado por la Persia sasánida en 572.
El islam llegó a Yemen alrededor del año 630; a partir de entonces, Yemen pasó a formar parte de los califatos árabes y a ser dependiente primero de Damasco y luego de Bagdad. Durante el siglo VIII comienzan a aparecer en Yemen pequeños estados independientes, como el de la dinastía zaidí o zaidita, a la que seguirán otras. En los siglos posteriores Yemen oscila entre la independencia y la sumisión primero a los califas de Egipto y luego a los sultanes del Imperio otomano. 

### Portugueses
A partir del siglo XV, interviene Portugal, que dominó el puerto de Adén durante unos veinte años y mantuvo durante este periodo un enclave fortificado en la isla de Socotra.
Desde 1500, los portugueses representaron una amenaza inmediata para el comercio del océano Índico. Los mamelucos de Egipto, enviaron por ello un ejército al mando de Hussein al-Kurdi para luchar contra los intrusos. El sultán mameluco de Egipto acudió a Zabid en 1515 y entabló conversaciones diplomáticas con el sultán tahirí 'Amir bin Abdulwahab por el dinero que se necesitaría para la yihad contra los portugueses. En lugar de enfrentarse a estos, los mamelucos, que se estaban quedando sin comida y agua, desembarcaron en la costa de Yemen y comenzaron a hostigar a los aldeanos de Tihama para obtener los víveres que necesitaban. 

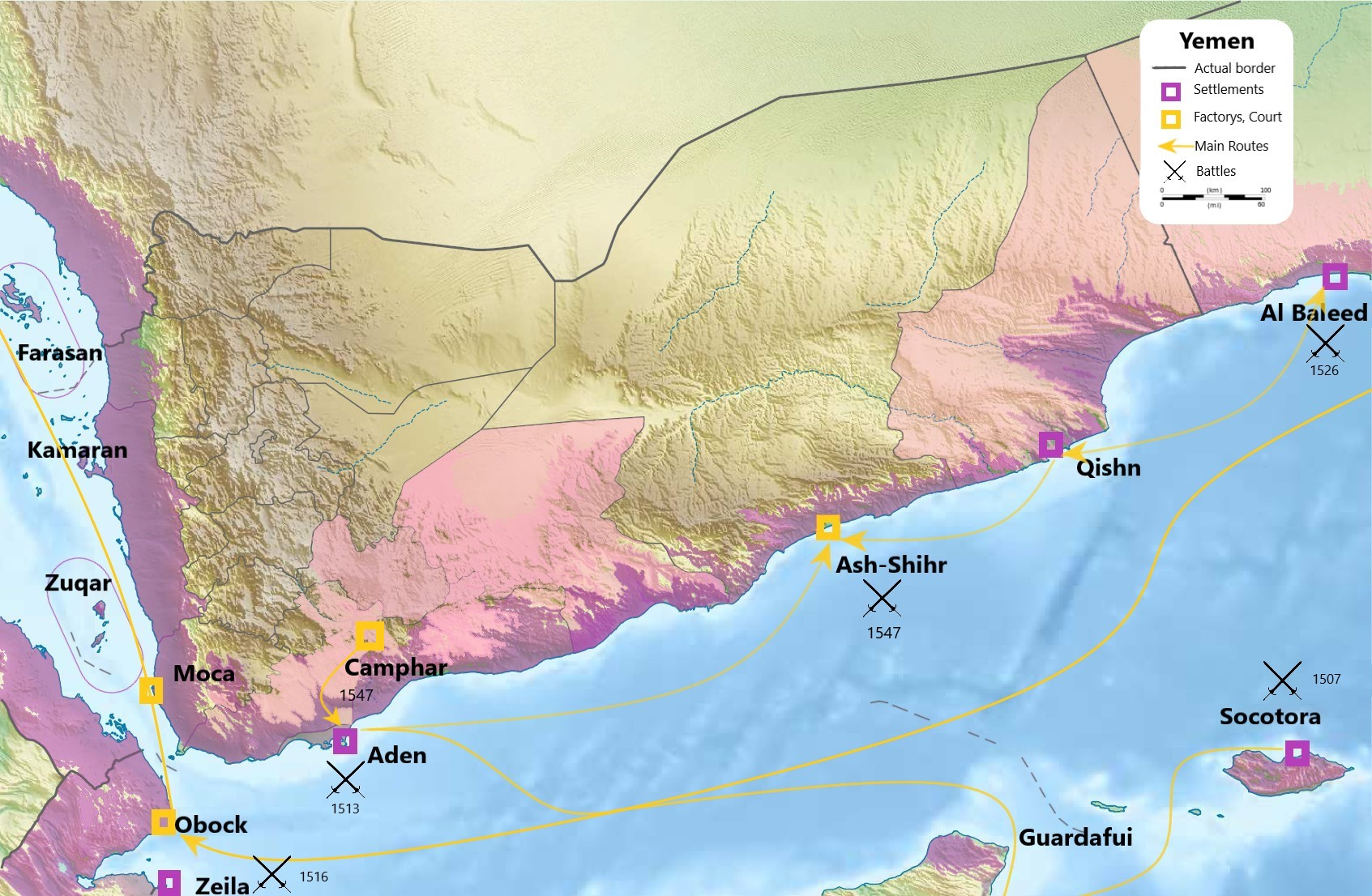
Púrpura_portugueses en Yemen, siglos XVI y XVIII. Territorios sultanes aliados rosados (Aden, Mahra, Dhofar y Camphar)

El interés de Portugal en el mar Rojo consistía por un lado en garantizar los contactos con un aliado cristiano en Etiopía y por otro en poder atacar a La Meca y los territorios árabes desde la retaguardia, al tiempo que se hacía con el dominio absoluto del comercio de especias. También pretendía dominar el comercio de las ciudades de la costa de África y Arabia. Con este fin, buscó influir y dominar por la fuerza o la persuasión todos los puertos y reinos que luchaban entre sí. Era común que Portugal hiciera que los aliados árabes se interesaran por mantener la autonomía de otros estados árabes en la región.

### SigloXVIII
En el siglo XVIII, Ibn Saúd, fundador de la dinastía saudita, anexiona Yemen, que luego vuelve, tras un breve período de independencia, al dominio egipcio, en la primera mitad del siglo XIX. Los británicos se instalan en Adén en 1839, y pasan a ser una potencia preponderante en la zona.

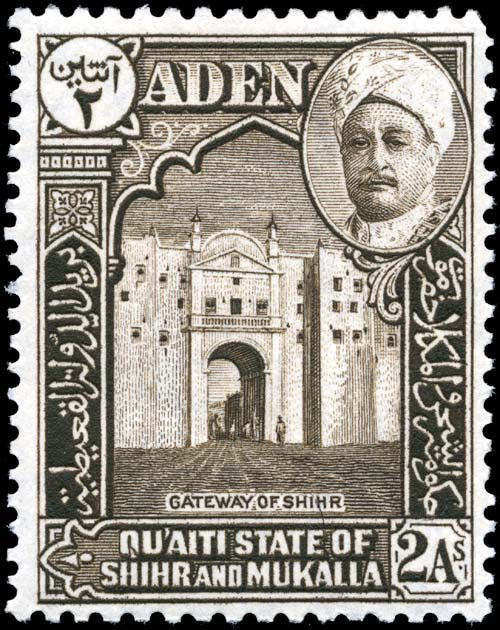
Sello de Aden (1942)

Yemen alcanzó la independencia pasada la Primera Guerra Mundial, constituyéndose en reino. En 1926 se produjo una nueva intervención saudita, pero al año siguiente el imán zaydita recuperó el trono. Los nuevos litigios fronterizos con el país vecino se resolvieron finalmente con la entrega a Arabia Saudita de la región de Asir.

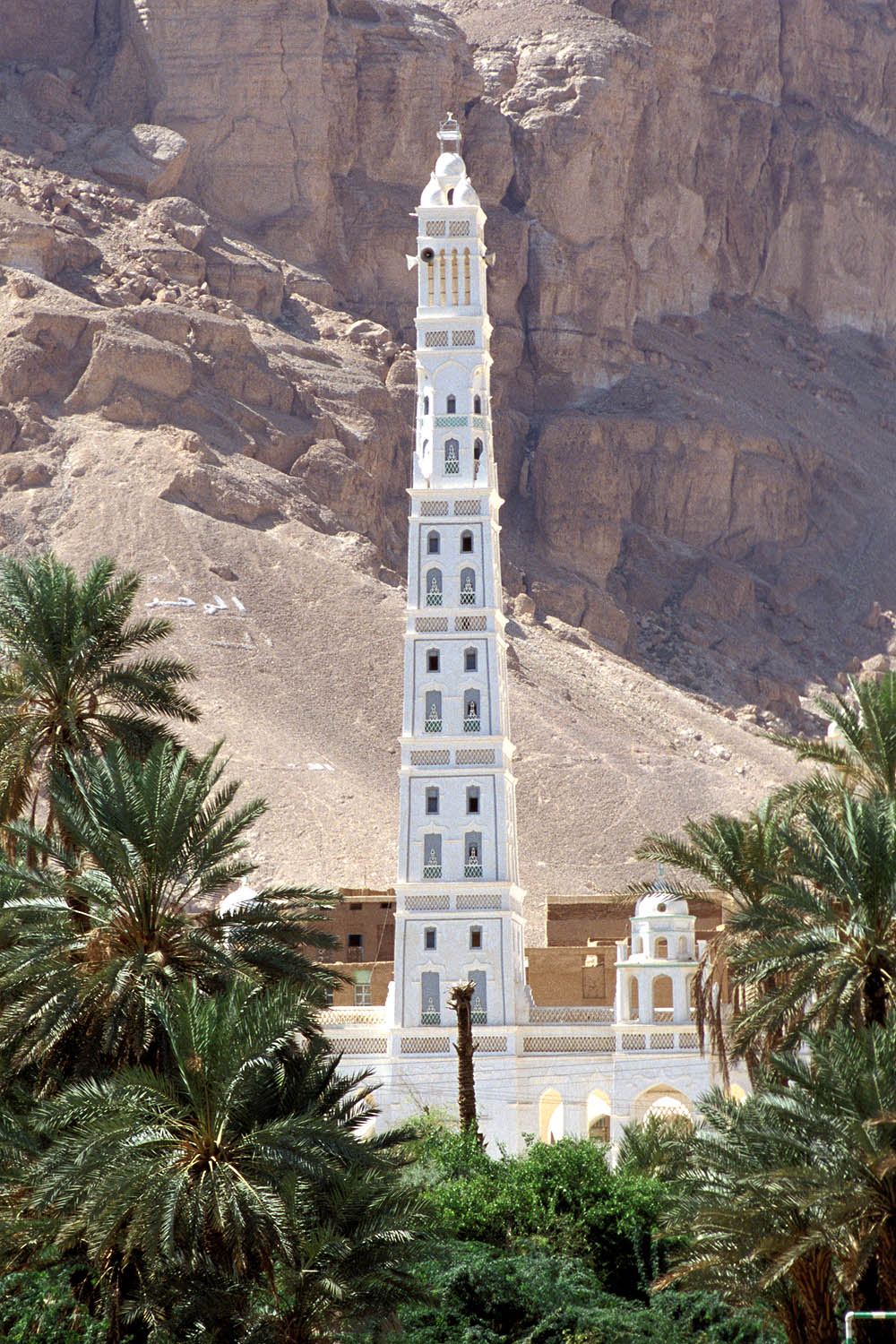
La mezquita de Al Muhdhar terminada en 1914

Al tiempo, la zona de Adén continuaba bajo dominio británico, con el nombre de Arabia del Sur; en 1937 la zona se dividió en una colonia (Adén) y dos protectorados, oriental y occidental, con amplia autonomía y un Consejo Supremo Federal, hasta su independencia del Imperio Británico, en 1967, organizándose como Yemen del Sur. 
Durante el siglo XX, Yemen hizo importantes avances en materia de cooperación internacional: en 1945 el reino de Yemen ingresó en la Liga Árabe, y en 1947 en la ONU. El último rey fue derrocado en 1962, y se estableció la República Árabe de Yemen, conocida como Yemen del Norte, aunque se libró de forma casi paralela una guerra civil entre los monárquicos, que obtuvieron apoyo de Arabia Saudí, y los republicanos, que fueron auxiliados por Egipto con ayuda material y un importante contingente de tropas. La lucha duró hasta 1970, cuando los republicanos se impusieron.
En la región de Adén, en 1963 grupos antibritánicos opuestos a que en la ya cercana independencia, el país quedara bajo la influencia de Londres, con ayuda desde el otro lado de la frontera yemení, iniciaron ataques guerrilleros y terroristas. En los siguientes años, la violencia se incrementó con numerosas víctimas, pero pese a los esfuerzos de Gran Bretaña por evitarlo, en 1967 tuvo que negociar con los insurgentes, y el antiguo dominio británico se transformó en la República Democrática Popular del Yemen o Yemen del Sur, de orientación marxista, que fue el primer Estado árabe comunista. 
Las posiciones revolucionarias del gobierno de Yemen del Sur causaron su aislamiento dentro de la Península arábiga. Las monarquías absolutas de la región se consideraron amenazadas y consideraron a Yemen del Sur como la vanguardia de posibles movimientos revolucionarios en sus propios estados. 
Estos, en particular Arabia Saudita, favorecieron el aislamiento económico del país y apoyaron las incursiones armadas de los grupos de oposición, obligando al régimen a centrarse en los gastos militares y de defensa a expensas del desarrollo. Yemen del Sur fue objeto de varias intervenciones militares: de Arabia Saudita en octubre de 1968, diciembre de 1969 y noviembre de 1970; de Yemen del Norte en septiembre y octubre de 1972, y luego en 1979 ; y los aviones británicos bombardearon y destruyeron la ciudad de Hauf en mayo de 1972.

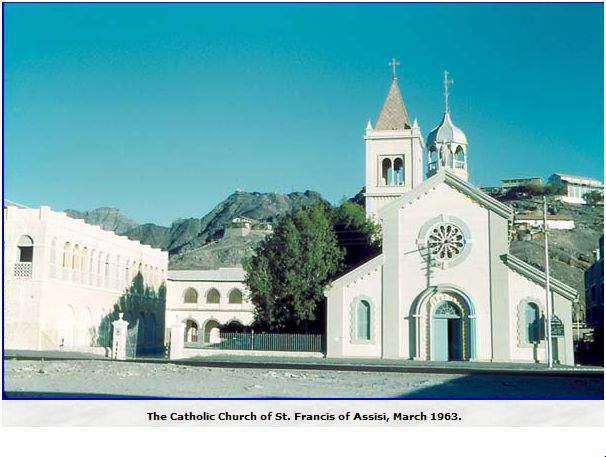
La Iglesia de San Francisco de Asís en 1963 en los tiempos del Protectorado Británico de la Colonia de Adén

Las dificultades económicas se agravaron por el cierre del Canal de Suez a partir de junio de 1967 (en el que se basaba gran parte de las actividades del puerto de Adén), y por la fuga de la élite económica del sector privado, que se llevó consigo sus activos financieros. El interior, en gran parte desierto, tenía un potencial limitado.
A pesar de este entorno hostil, el estado de Yemen del Sur adoptó importantes reformas políticas, sociales y económicas: educación universal, servicios sanitarios gratuitos, igualdad formal para las mujeres. El gobierno también intentó luchar contra el tribalismo. La brecha entre las condiciones de vida rurales y urbanas se ha reducido considerablemente; algunos de los dirigentes eran de origen rural, y garantizaron que no se descuidara el campo a pesar de su baja densidad de población y del tamaño geográfico del país. Sin embargo, los conflictos recurrentes entre facciones dentro del gobierno finalmente socavaron su credibilidad.

En 1981 se llega finalmente a un proyecto de Constitución para un estado unificado. Así el 22 de mayo de 1990, ambas repúblicas se funden en una, la República de Yemen. La convivencia entre los dos territorios no será fácil, produciéndose una pequeña guerra civil en 1994 en la que impone su hegemonía el norte. Lo cierto es que el malestar del sur en relación con una unión, en la que consideraban habían salido discriminados, se ha mantenido y ha dado lugar a tensiones e incluso enfrentamientos.

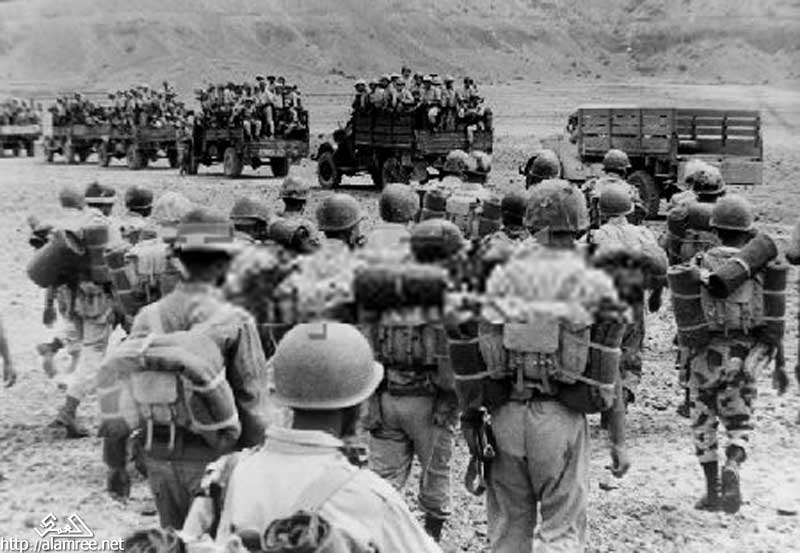
Guerra Civil de Yemen del Norte, 1962-1970

En 2011, luego de la serie de rebeliones y protestas acontecidas en todo el mundo árabe, los ciudadanos yemeníes se rebelaron contra el régimen de Alí Abdalá Salé, mediante una serie de manifestaciones pacíficas que fueron reprimidas violentamente por el gobierno. A pesar de la promesa de una transición de poder ordenada y progresiva, para finales de marzo del 2012, muchos grupos aún continuaban con las protestas en el Estado. La situación política y social del país empeoró a lo largo del 2012, hasta que se logró la destitución de su presidente.
La rebelión yemení debilitó el país y permitió la entrada de Al-Qaeda. Actualmente el ejército combate intensamente en el sur de Yemen para liberar varias ciudades que están bajo su control.

### Guerra en Yemen
El 25 de marzo de 2015, una coalición internacional dirigida por Arabia Saudí lanzó ataques aéreos contra el grupo armado de los huthíes en Yemen, desencadenando un auténtico conflicto armado.

Desde entonces, el conflicto se ha ido extendiendo y los combates se han propagado por todo el país. En todo Yemen se cometen crímenes de guerra y terribles abusos contra los derechos humanos, lo que está causando insoportables sufrimientos a la población civil.

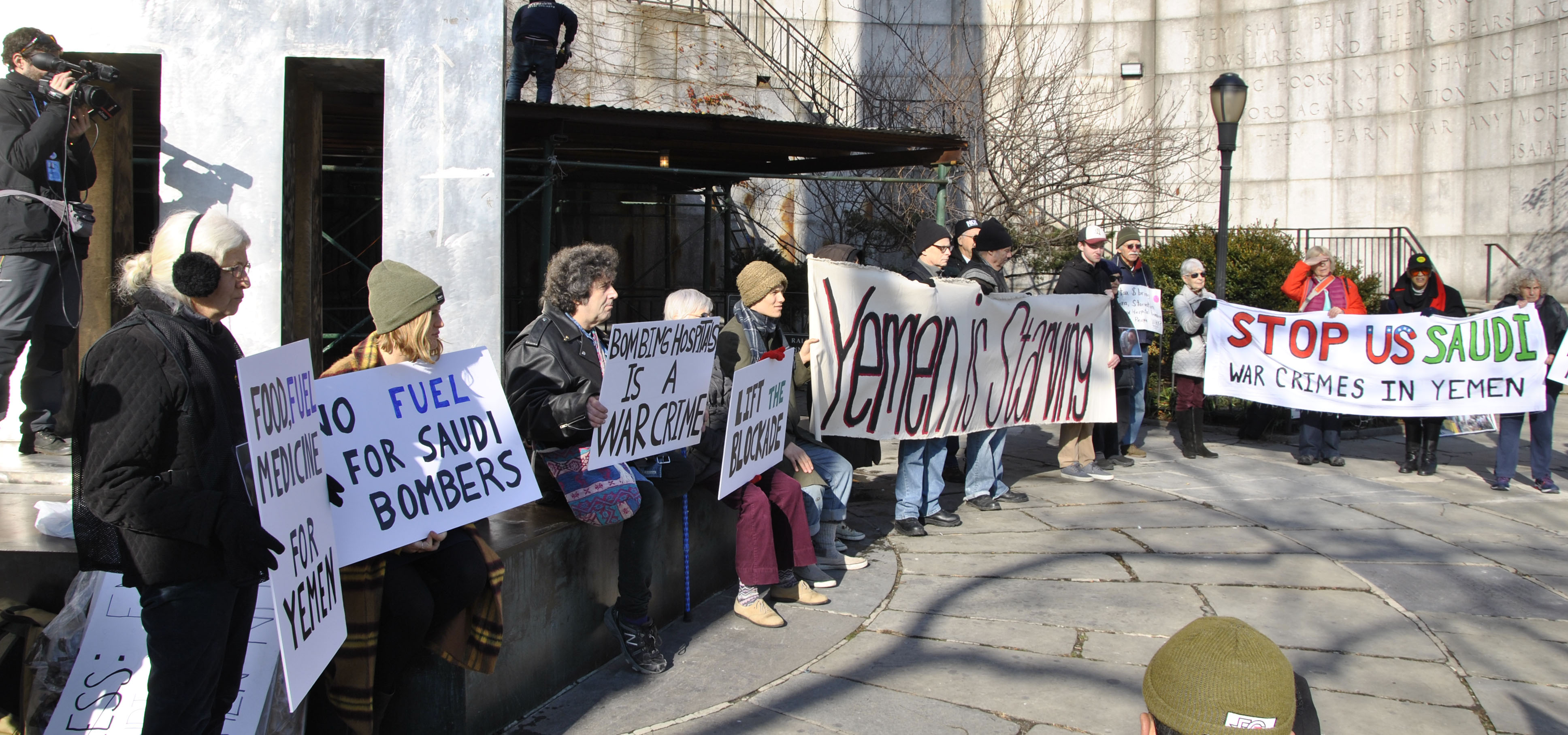
Protesta en Nueva York contra la guerra de Arabia Saudí en Yemen

En noviembre de 2017 continúa el conflicto, en la ciudad de Adén un cuartel fue atacado con un coche bomba. dejando al menos 6 oficiales muertos.
Un informe difundido por la Comisión Europea en diciembre de 2018, estima en 60 000 las víctimas mortales del conflicto, frente a los 10 000 que mantiene la ONU en sus registros desde 2016.

## Gobierno y política
Desde la unificación de la República Árabe de Yemen (Yemen del Norte) y la República Democrática de Yemen (Yemen del Sur) en mayo de 1990, el tipo de gobierno es semipresidencialista, basado en un Consejo Presidencial de 5 integrantes (tres del Norte y dos del Sur), que el máximo mandatario dirige Abd Rabbuh Mansur al-Hadi. El presidente nombra al primer ministro, siendo el primero el jefe de Estado y el segundo el jefe de gobierno.

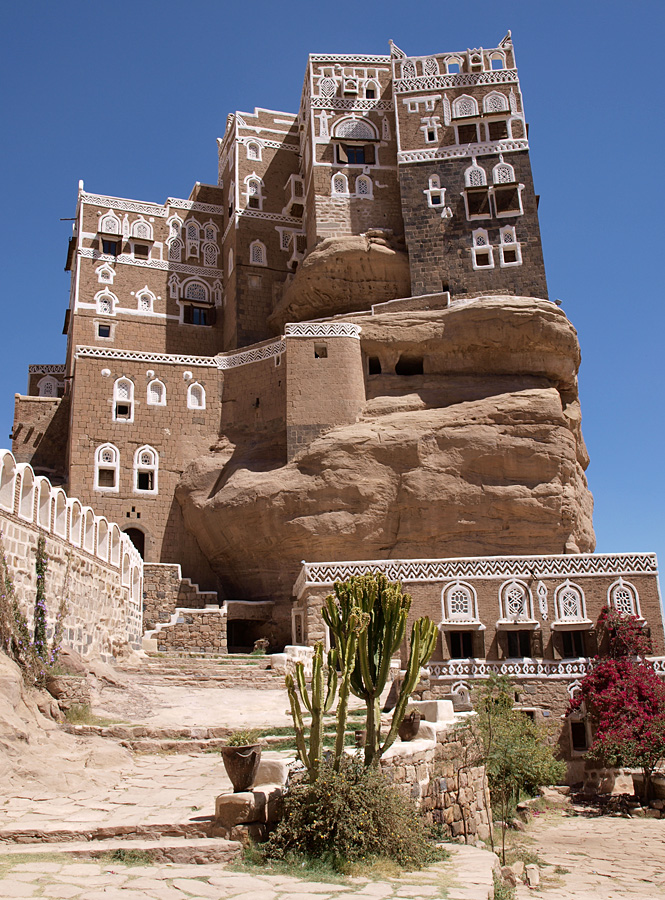
Dar al-Hajar, la antigua residencia del imán Yahya Ibn al-Husayn.

El Parlamento es bicameral, y se compone por una Asamblea de Representantes de 301 diputados, además de un consejo de la shura de 111 miembros. La atribución principal del parlamento es la de legislar, pero el presidente tiene una amplia influencia, ya que el Congreso General del Pueblo (partido al que pertenece Saleh) domina la vida política del país, debido a que cuenta con 238 miembros en el parlamento.
El presidente es electo por sufragio universal por un período de 7 años y el parlamento por un periodo de 5 años. 
El país es regido por una constitución aprobada por referéndum el 16 de mayo de 1991, con la unión de Yemen; esta fue reformada posteriormente, en 1994 y 2001.

### Partidos políticos
La composición del sistema de partidos en Yemen, es de partido hegemónico aunque la existencia y competencia con otros partidos ha estado presente desde la unificación del Estado. El partido hegemónico, y por lo tanto el del régimen desde 1982, es el Congreso General del Pueblo (GPC por sus siglas en inglés). Fue formado por el presidente y su grupo político años después de la creación de la República Árabe de Yemen. Sirvió para justificar los intereses del Estado en múltiples instancias y no admite competencia política real. El Al-Islah es el partido islamista, compuesto por una facción de los Hermanos Musulmanes, tribus y la rama sunni Salafi. Este partido apareció como una competencia que legitimaba al régimen, tras la unificación de Yemen en 1990, pero poco a poco se separó del control del régimen. El Partido Socialista, un rezago de la historia de la colonia en Adén, sirvió como contrapeso al partido de Saleh en 1990, pero perdió fuerza inmediatamente.
Actualmente la competencia política está coartada por un sistema electoral que favorece los distritos controlados por el régimen, a pesar de la salida de Saleh de la presidencia.

### Tribus en Yemen

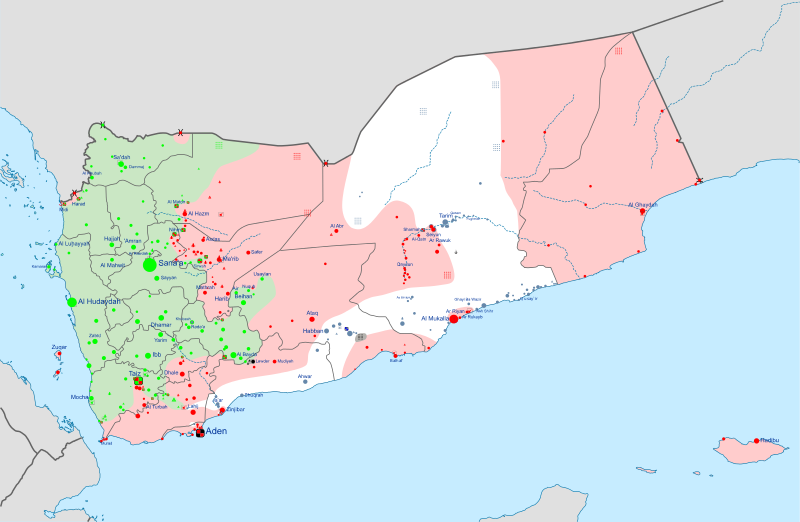
Situación política de Yemen en 2015:
Controlado por los hutíes y el Ejército de Yemen
Controlado por seguidores de Hadi o Arabia Saudita
Controlado por Al-Qaeda y Ansar al-Sharia

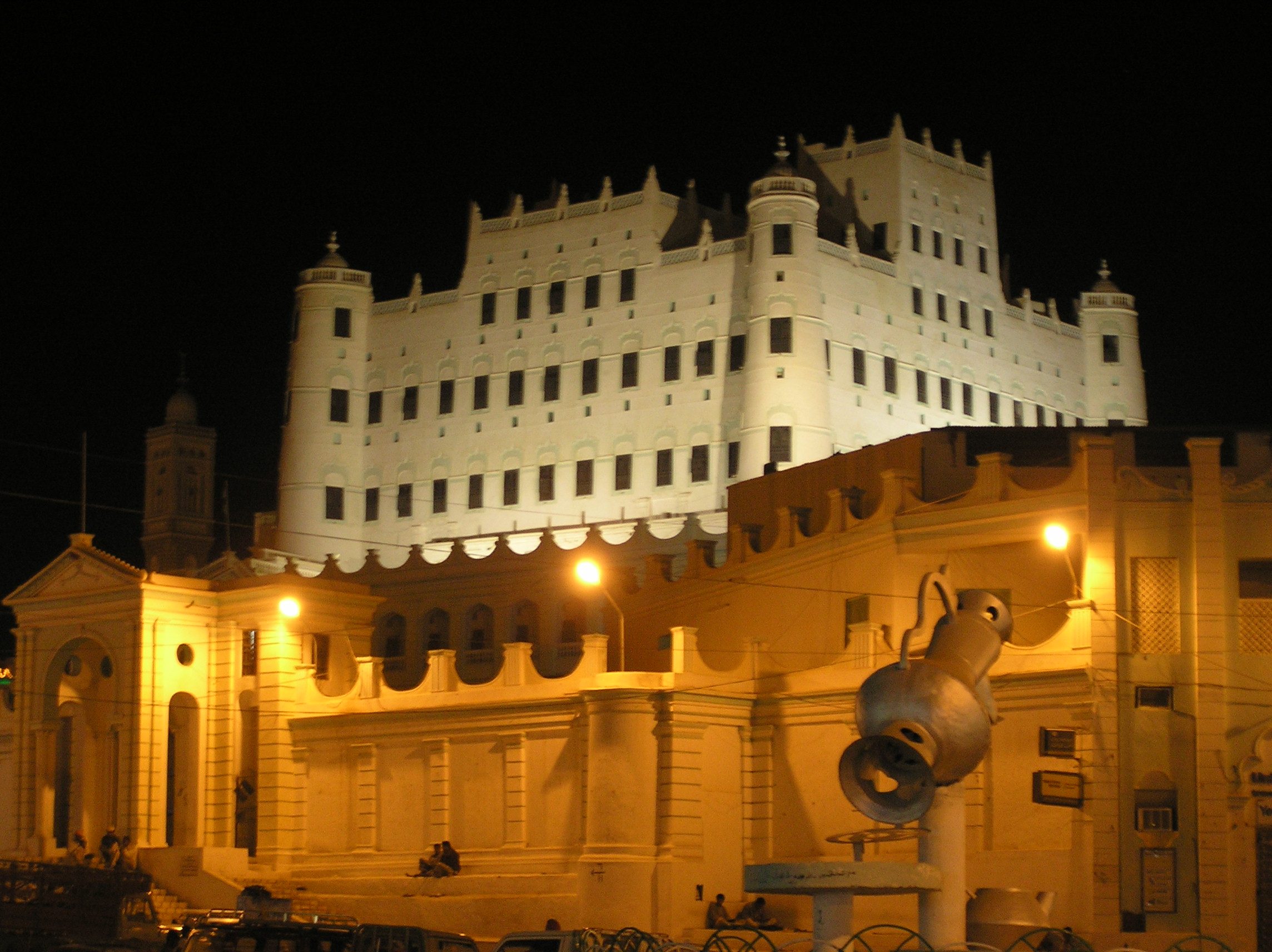
Antiguo Palacio del Sultán de Kathiri cuyo Estado existió entre 1395 y 1967 y fue uno de los muchos territorios en los que se dividía Yemen.

Yemen es uno de los países de Oriente Próximo que conserva una estrecha relación con su pasado tribal en una gran parte de su territorio. Y la composición del país actualmente responde a estas dinámicas. El componente tribal en la República Árabe de Yemen fue parte importante del éxito de Alí Abdalá Salé y de la consolidación de su régimen a finales de la década de 1970.
La composición tribal en Yemen se concentra en lo que antes fue la República Árabe de Yemen, es decir, el norte del país. Esto se deriva de la cercanía histórica que hay con el imanato zaydí y su reforzamiento de las prácticas tribales. 
En el sur, la historia fue diferente debido a la presencia británica en Adén y otros protectorados del este de Yemen. Las comunidades que conservaban algún vínculo con este tipo de organización fueron adaptándose a los nuevos patrones de comportamiento que proponía la influencia europea, y terminaron por convertirse en comunidades campesinas que se afiliaron a un partido u organización, debido a sus intereses.

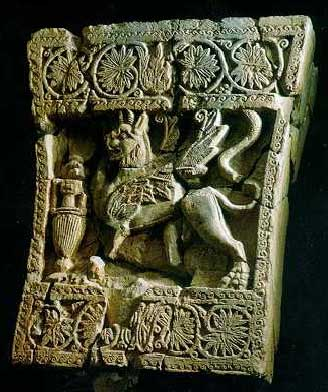
Una criatura mitológica o Grifo del antiguo palacio real en Hadhramaut

Las principales tribus en el Estado son los Hashid y los Bakil, ambas confederaciones asentadas al norte del país, con rezagos ideológicos del imanato zaydí. La tribu Hashid tuvo, durante mucho tiempo, una estrecha relación con el régimen de Salé; su jefe ‘Abdullah Ibn Husayn se encargó de hacer promoción de los intereses del régimen durante años. 
El poder de las tribus no debe demeritarse, ya que no se habla de una sección reducida de la población, sino de miles de personas que respetan la opinión de sus jeques. Cuando estos dirigentes participan en algún tipo de negociación o red de influencias, la estructura tribal sirve para dar legitimidad a cualquier institución, organización o movimiento.

### Política Exterior
La geografía y los imanes gobernantes de Yemen del Norte mantuvieron al país aislado de la influencia extranjera antes de 1962. Las relaciones del país con Arabia Saudita estaban definidas por el Acuerdo de Taif de 1934, que delimitaba la parte más septentrional de la frontera entre los dos reinos y establecía el marco para las relaciones comerciales y de otro tipo. El Acuerdo de Taif se ha renovado periódicamente por períodos de 20 años, y su validez se reafirmó en 1995. Las relaciones con las autoridades coloniales británicas en Adén y el sur solían ser tensas.

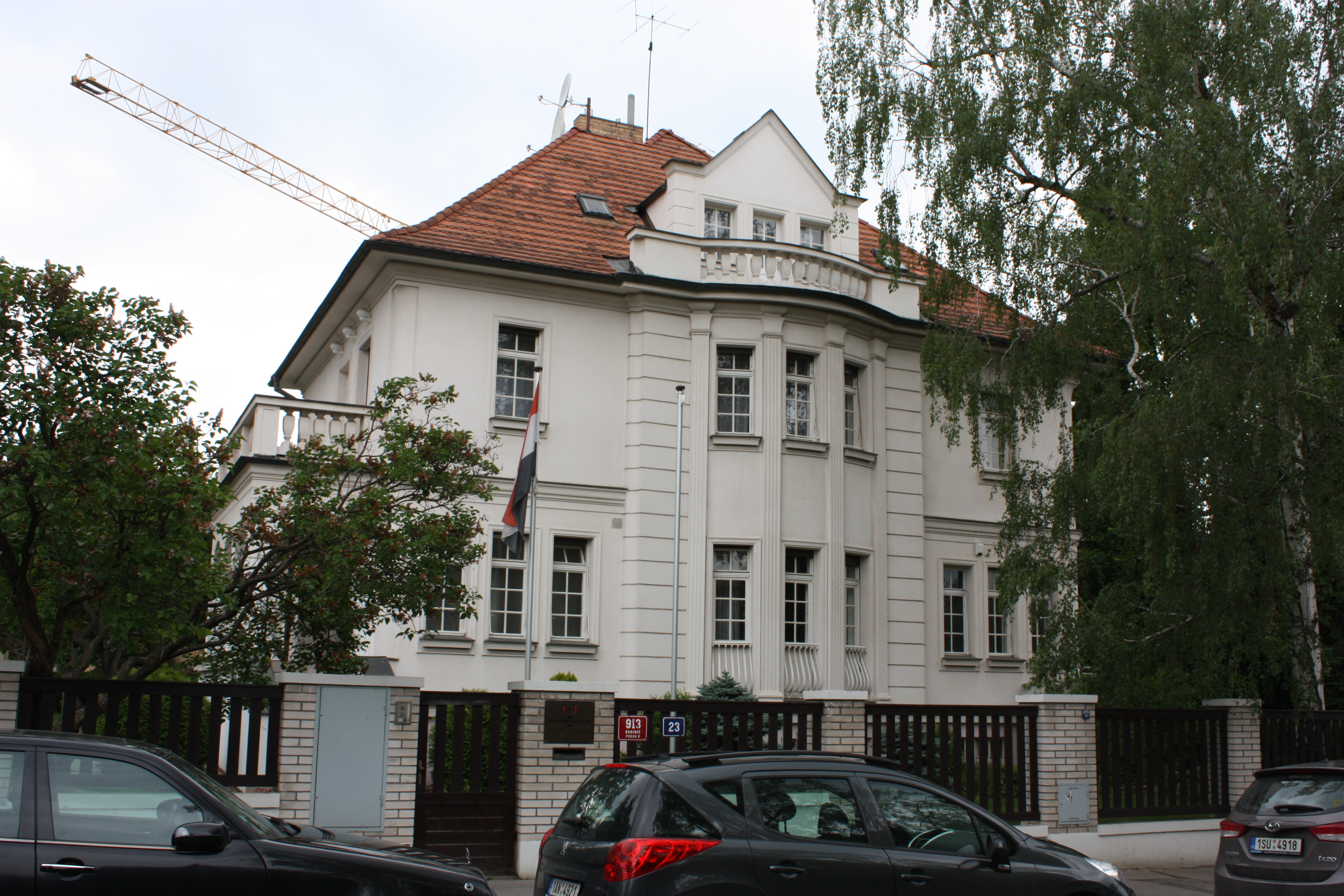
Residencia del embajador de Yemen en Praga, República Checa

Las misiones de ayuda soviética y china establecidas en 1958 y 1959 fueron las primeras presencias no musulmanas importantes en Yemen del Norte. Tras la revolución de septiembre de 1962, la República Árabe de Yemen se alió estrechamente con Egipto, del que dependía en gran medida. Arabia Saudí ayudó a los monárquicos en su intento de derrotar a los republicanos y no reconoció a la República Árabe de Yemen hasta 1970. Al mismo tiempo, Arabia Saudita mantuvo contacto directo con las tribus yemeníes, lo que en ocasiones tensó sus relaciones oficiales con el gobierno yemení. Arabia Saudí siguió siendo hostil a cualquier forma de reforma política y social en Yemen y continuó prestando apoyo financiero a las élites tribales.
En febrero de 1989, Yemen del Norte se unió a Irak, Jordania y Egipto para formar el Consejo de Cooperación Árabe (CCA), una organización creada en parte como respuesta a la fundación del Consejo de Cooperación del Golfo y destinada a fomentar una cooperación e integración económicas más estrechas entre sus miembros. Tras la unificación, la República de Yemen fue aceptada como miembro del CCA en lugar de su predecesora YAR. Tras la crisis del Golfo Pérsico, el ACC ha permanecido inactivo. Yemen no es miembro del Consejo de Cooperación del Golfo, principalmente por su gobierno republicano.
Yemen es miembro de las Naciones Unidas, la Liga Árabe y la Organización de Cooperación Islámica, y también participa en el movimiento de los no alineados. La República de Yemen aceptó la responsabilidad de todos los tratados y deudas de sus predecesoras, la República Árabe de Yemen (RAY) y la República Democrática Popular de Yemen (RPY). Yemen se ha adherido al Tratado de No Proliferación de Armas Nucleares.

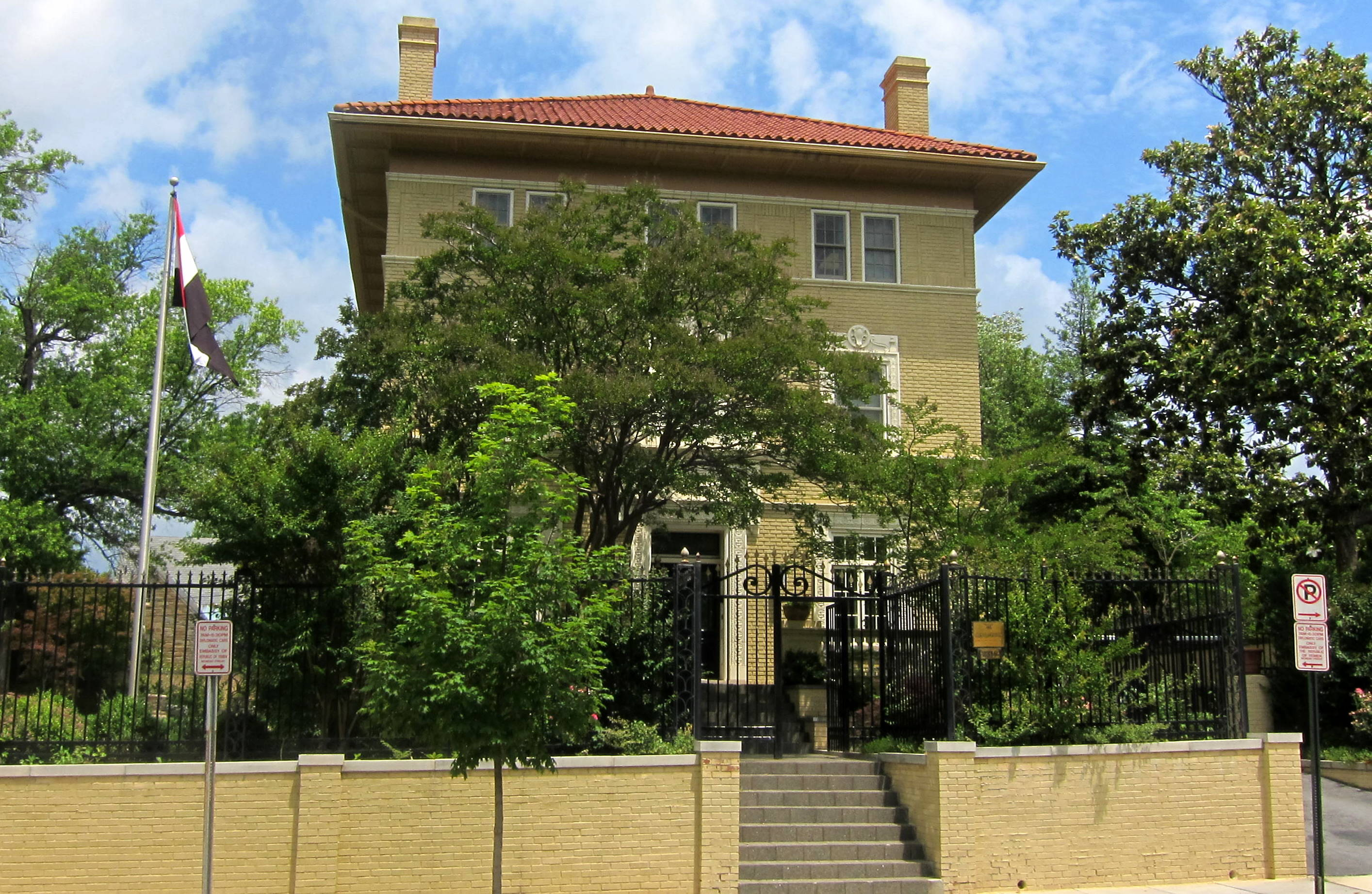
Embajada de Yemen en Washington D. C., Estados Unidos

Desde el final de la guerra civil de 1994, se han realizado progresos tangibles en el frente diplomático para restablecer relaciones normales con los vecinos de Yemen. En el verano de 2000, Yemen y Arabia Saudí firmaron un Tratado Internacional de Fronteras que resolvía una disputa de 50 años sobre la ubicación de la frontera entre ambos países. Hasta la firma del tratado de paz entre Yemen y Arabia Saudí en julio de 2000, la frontera norte de Yemen no estaba definida; el desierto de Arabia impedía cualquier asentamiento humano allí. Yemen resolvió su disputa con Eritrea sobre las islas Hanish en 1998. La barrera saudí-yemení fue construida por Arabia Saudí contra la afluencia de inmigrantes ilegales y contra el contrabando de drogas y armas. The Independent encabezó un artículo con "Arabia Saudí, uno de los críticos más ruidosos en el mundo árabe de la "valla de seguridad" de Israel en Cisjordania (Palestina), está emulando discretamente el ejemplo israelí erigiendo una barrera a lo largo de su porosa frontera con Yemen."
En marzo de 2020, la administración de Donald Trump y aliados clave de Estados Unidos, entre ellos Arabia Saudí y Emiratos Árabes Unidos, cortaron decenas de millones de dólares para programas de atención sanitaria y otras ayudas al llamamiento de las Naciones Unidas para Yemen. Como consecuencia de los recortes de financiación, la Oficina de las Naciones Unidas para la Coordinación de Asuntos Humanitarios (UNOCHA) declaró que las agencias de la ONU se vieron obligadas a cerrar o reducir más del 75% de sus programas solo ese año, lo que afectó a más de 8 millones de personas. Arabia Saudí había liderado una coalición militar respaldada por Occidente, que incluía a Emiratos Árabes Unidos como miembro clave, que intervino en Yemen en 2015, en un intento de restaurar el gobierno expulsado del poder por el movimiento Houthi. Las Naciones Unidas describieron la situación en Yemen, donde la guerra mató a decenas de miles de personas y dejó a millones al borde de la hambruna, como la peor crisis humanitaria del mundo en su momento.

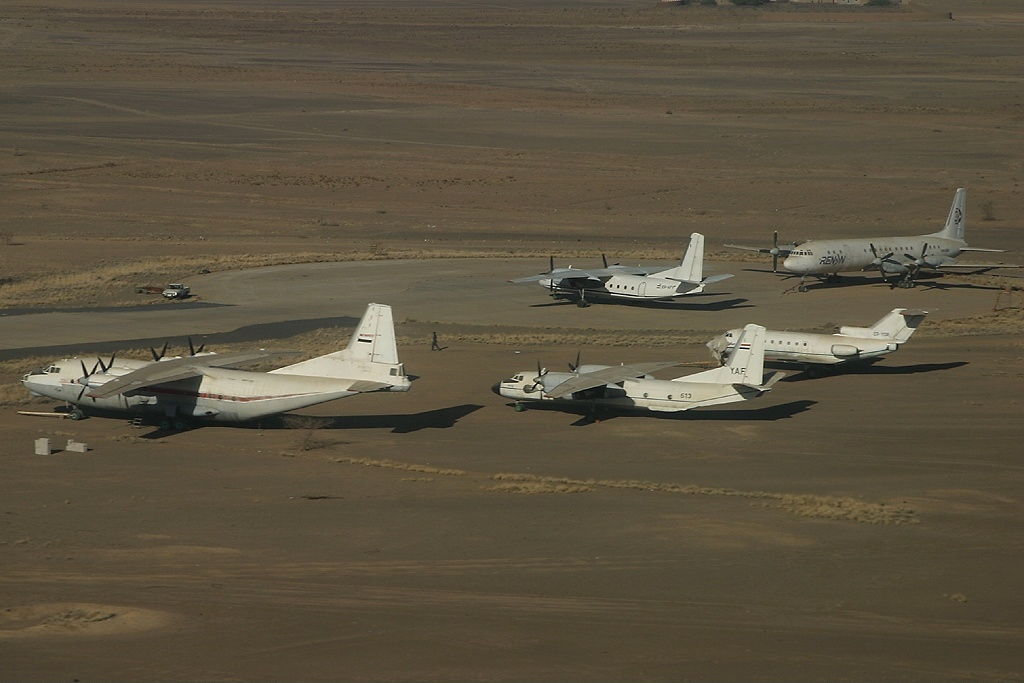
Un grupo de aviones Antonov de la Fuerza Aérea de Yemen

### Defensa
Las Fuerzas Armadas de Yemen incluyen el Ejército de Yemen (incluye la Guardia Republicana), la Marina (incluye los Marines), la Fuerza Aérea de Yemen (Al Quwwat al Jawwiya al Yamaniya; incluye la Fuerza de Defensa Aérea). Continúa una importante reorganización de las fuerzas armadas. Las fuerzas aéreas unificadas y las defensas aéreas están ahora bajo un mando único. La marina se ha concentrado en Adén. La dotación total de las fuerzas armadas asciende a unos 401.000 efectivos en activo, incluidos además especialmente los reclutas. La República Árabe de Yemen y la República Democrática Popular de Yemen se unieron para formar la República de Yemen el 22 de mayo de 1990. El comandante supremo de las fuerzas armadas es el presidente de la República de Yemen.
El número de efectivos militares en Yemen es relativamente alto; en suma, Yemen tiene la segunda fuerza militar más grande de la península arábiga después de Arabia Saudí. En 2012, el total de efectivos en activo se estimaba en: ejército, 390.000; marina, 7.000; y fuerza aérea, 5.000. En septiembre de 2007, el gobierno anunció el restablecimiento del servicio militar obligatorio. Se prevé que el presupuesto de defensa de Yemen, que en 2006 representaba aproximadamente el 40% del presupuesto total del gobierno, siga siendo elevado a corto plazo, a medida que entre en vigor el servicio militar obligatorio y sigan aumentando las amenazas a la seguridad interna. En 2012, Yemen contaba con 401.000 efectivos en activo.

### Derechos humanos
En materia de derechos humanos, respecto a la pertenencia a los siete organismos de la Carta Internacional de Derechos Humanos, que incluyen al Comité de Derechos Humanos (HRC), Yemen ha firmado o ratificado:
| Yemen | Tratados internacionales                                                                                                   | Tratados internacionales  | Tratados internacionales                                                                                                   | Tratados internacionales  | Tratados internacionales  | Tratados internacionales                                                                                                   | Tratados internacionales  | Tratados internacionales                                                                                                   | Tratados internacionales  | Tratados internacionales                                                                                                   | Tratados internacionales                                                                                                   | Tratados internacionales | Tratados internacionales | Tratados internacionales                                                                                                   | Tratados internacionales | Tratados internacionales  | Tratados internacionales | Tratados internacionales |
| --- | --- | ------------------------- | --- | ------------------------- | ------------------------- | --- | ------------------------- | --- | ------------------------- | --- | --- | ------------------------ | ------------------------ | --- | ------------------------ | ------------------------- | ------------------------ | ------------------------ |
| Yemen | CESCR | CESCR                     | CCPR | CCPR                      | CCPR                      | CERD | CED                       | CEDAW | CEDAW                     | CAT | CAT | CRC                      | CRC                      | CRC | CRC                      | MWC                       | CRPD                     | CRPD                     |
| Yemen | CESCR | CESCR-OP                  | CCPR | CCPR-OP1                  | CCPR-OP2-DP               | CERD | CED                       | CEDAW | CEDAW-OP                  | CAT | CAT-OP | CRC                      | CRC-OP-AC                | CRC-OP-SC | CRC-OP-CP                | MWC                       | CRPD                     | CRPD-OP                  |
| Pertenencia | Yemen ha reconocido la competencia de recibir y procesar comunicaciones individuales por parte de los órganos competentes. | Ni firmado ni ratificado. | Yemen ha reconocido la competencia de recibir y procesar comunicaciones individuales por parte de los órganos competentes. | Ni firmado ni ratificado. | Ni firmado ni ratificado. | Yemen ha reconocido la competencia de recibir y procesar comunicaciones individuales por parte de los órganos competentes. | Ni firmado ni ratificado. | Yemen ha reconocido la competencia de recibir y procesar comunicaciones individuales por parte de los órganos competentes. | Ni firmado ni ratificado. | Yemen ha reconocido la competencia de recibir y procesar comunicaciones individuales por parte de los órganos competentes. | Yemen ha reconocido la competencia de recibir y procesar comunicaciones individuales por parte de los órganos competentes. | Firmado y ratificado.    | Firmado y ratificado.    | Yemen ha reconocido la competencia de recibir y procesar comunicaciones individuales por parte de los órganos competentes. | Sin información.         | Ni firmado ni ratificado. | Firmado y ratificado.    | Firmado y ratificado.    |
| Firmado y ratificado, firmado, pero no ratificado, ni firmado ni ratificado, sin información, ha accedido a firmar y ratificar el órgano en cuestión, pero también reconoce la competencia de recibir y procesar comunicaciones individuales por parte de los órganos competentes. | |                           | |                           |                           | |                           | |                           | | |                          |                          | |                          |                           |                          |                          |

El Informe sobre la Trata de Personas (Trafficking in Persons, TIP) es un documento relevante que describe bien la situación de respeto a los Derechos Humanos y la vida de las personas en todo el mundo. El informe de 2019 da cuenta de que el conflicto civil y la crisis humanitaria en Yemen continuaron durante el período del informe, desde marzo de 2015, cuando gran parte del Gobierno de la República de Yemen (ROYG) se refugió contra el ataque hutí en Riad y dejó de controlar porciones significativas del país. 
Desde la escalada del conflicto armado en marzo de 2015, las organizaciones de derechos humanos informaron que todas las partes involucradas en el conflicto continuaron su reclutamiento ilegal y uso de niños incluso como soldados uniformados en combate y para puestos de control de guardia e instalaciones militares. 
Algunos hombres sauditas usaban «matrimonios temporales» legalmente contratados, autorizados por autoridades islámicas, con el propósito de explotar sexualmente a niñas yemeníes, algunas según se informa tan jóvenes como de 10 años.
En 2019, dos millones de niños están sin escolarizar, principalmente a causa de la guerra. Además, los salarios de los profesores llevan más de dos años sin pagarse, y el 20% de las escuelas no pueden utilizarse.

### Situación de la mujer

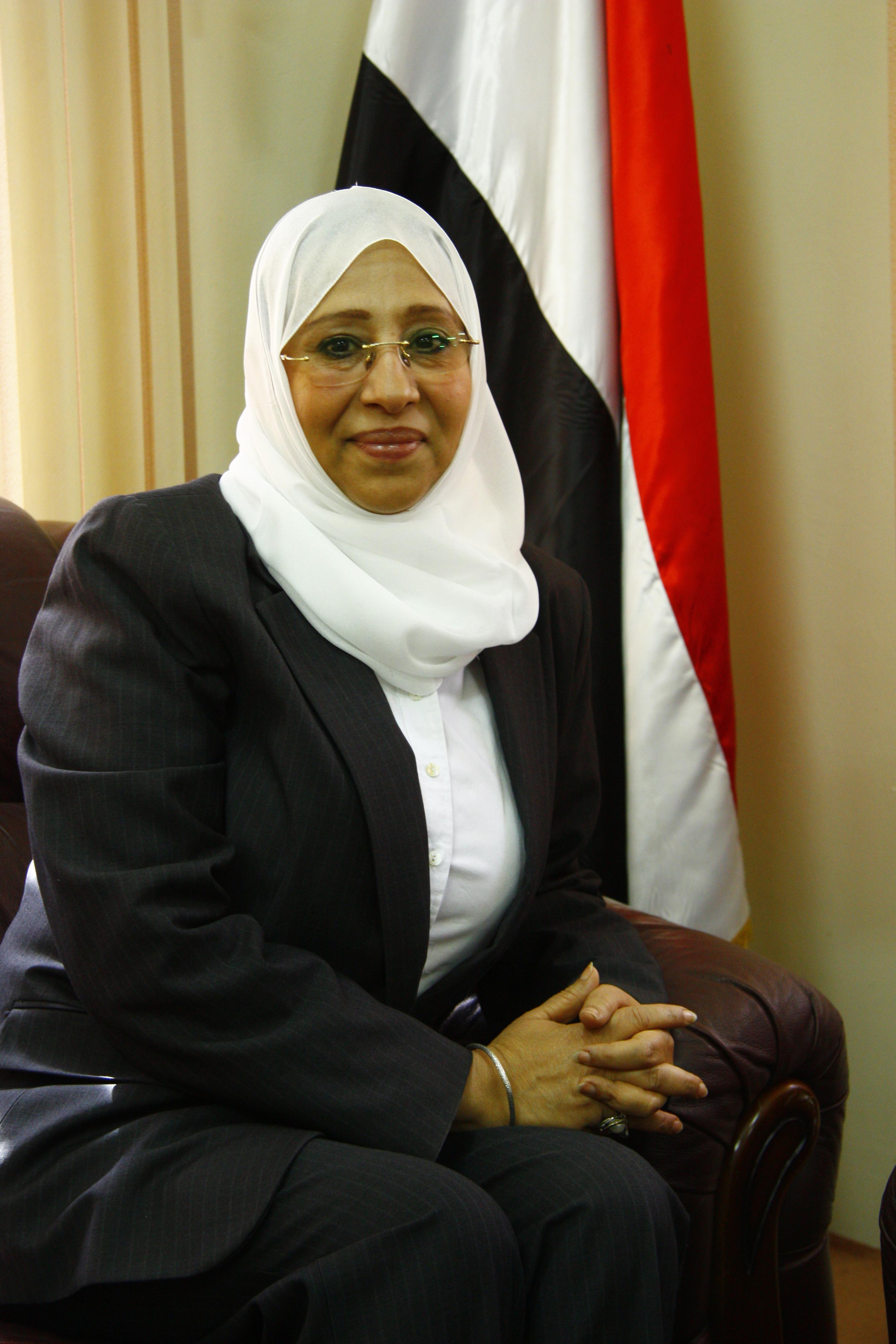
La Doctora Huda Alban antigua ministra de Derechos Humanos de Yemen

La unificación del Yemen significó la interacción de sociedades que habían desarrollado su historia de manera muy diferente. El código de estatus personal de ambas repúblicas era diferente y en 1990 tuvieron que negociar el código ambos liderazgos. En 1992 se llegó a un acuerdo, y a continuación se muestran algunos de los puntos más importantes:
- El matrimonio y el divorcio son válidos aún sin registrarse ante la autoridad (el Estado no tiene control sobre dichas prácticas).
- La esposa le debe obediencia a su esposo y el esposo debe encargarse de la manutención de la casa.
- La esposa puede solicitar el divorcio solamente ante una corte.
- La poligamia fue restringida pero solamente en papel y debe ser justificada por el hombre con una razón válida. Se debe notificar a ambas esposas que vivirán en un matrimonio polígamo aunque no se especifica cuál es este procedimiento.
- Se establece como edad mínima para casarse, los 15 años, aunque no está en este código y por lo tanto no invalida un matrimonio con una niña más pequeña.[54]

La situación de las mujeres en el Estado es una de las menos favorecedoras para las mismas. La movilización de este sector de la sociedad ha sido favorecida por el partido Al-Islah, pero momentos como el de las revueltas en 2011, muestran que aún hay reclamos que los partidos no toman en cuenta. La imposición de un sistema de cuota, equidad de género en el trabajo y en la vida social, además de oportunidades como las que tienen sus compatriotas masculinos, son algunas de las consignas del movimiento.
En 2008, Nujood Ali, una niña de diez años de edad que había sido obligada a casarse con un hombre de más de treinta años, obtuvo un divorcio y pudo retomar sus estudios. El caso atrajo la atención internacional e inspiró a otras niñas en situaciones similares a que intentaran lo mismo que ella.

## Organización político-administrativa

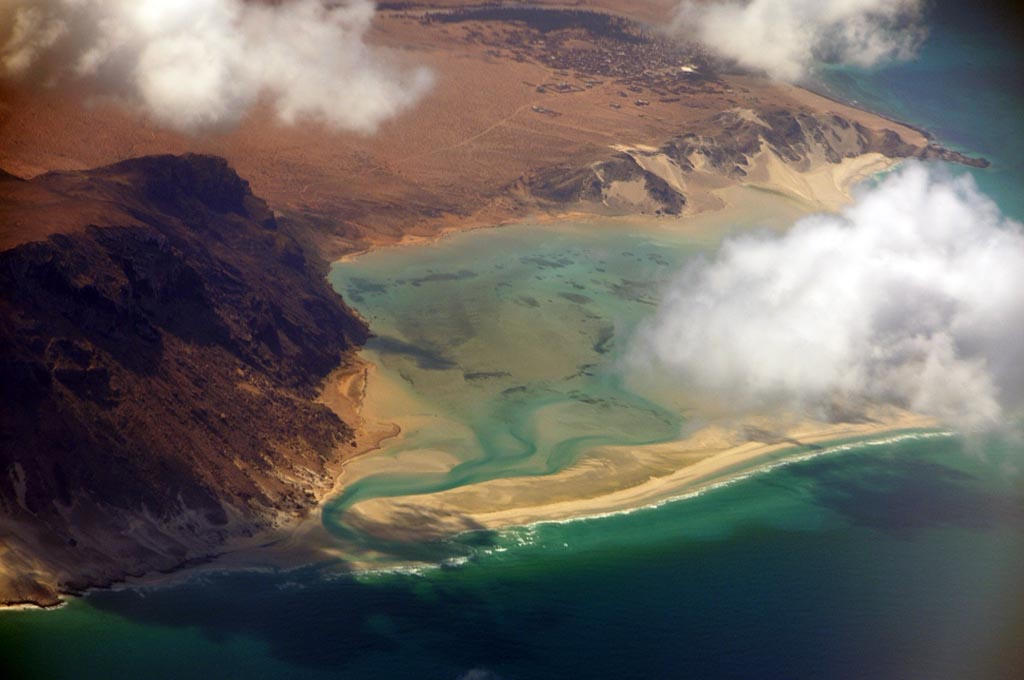
Paisaje en la gobernación de Socotra

Yemen está dividido en veinte gobernaciones (muhafazah, muhafaza en singular) y una municipalidad. La última modificación de esta división se produjo en febrero del 2004, cuando se creó la municipalidad de Amanah al-'Asmah, correspondiente a la zona capital del país, y la nueva gobernación de Raymah. Además, la isla de Socotra pasó  a formar parte integra de la Gobernación de Hadramaut. Las gobernaciones están divididas en 333 distritos, que a su vez están subdivididos en 2.210 subdistritos, y luego en 38.284 municipios (como en 2001).
|                                          |
| Mapa de las regiones federales de Yemen. |

|                                     |
| Mapa de las gobernaciones de Yemen. |

Los datos referentes a superficie y población de cada una de las gobernaciones (y municipalidad) se recogen en la tabla siguiente:
| Gobernación (Muhafazah) | Superficie (km²) | Población (2004) | Capital    |
| ----------------------- | ---------------- | ---------------- | ---------- |
| Abyan                   | 16.500           | 433.819          | Zinjibar   |
| Adén                    | 750              | 589.419          | Adén       |
| Ad Dali'                | 4.000            | 470.564          | Ad Dali'   |
| Al Bayda'               | 9.300            | 577.369          | Al Bayda   |
| Al Hudayda              | 13.300           | 2.157.552        | Al Hudayda |
| Al Jawf                 | 39.500           | 443.797          | Al Hazm    |
| Al Mahrah               | 82.405           | 88.594           | Al Ghaydah |
| Al Mahwit               | 2.300            | 494.557          | Al Mahwit  |
| Amanat Al Asimah        | 400              | 1.747.834        | Saná       |
| 'Amran                  | 7.900            | 877.786          | 'Amran     |
| Dhamar                  | 7.600            | 1.330.108        | Dhamar     |
| Hadramaut               | 191.737          | 1.028.556        | Al Mukalla |
| Hajjah                  | 8.300            | 1.479.568        | Hajjah     |
| Ibb                     | 5.400            | 2.131.861        | Ibb        |
| Lahij                   | 12.700           | 722.694          | Lahij      |
| Marib                   | 17.500           | 238.522          | Marib      |
| Raymah                  | 1.900            | 394.448          |            |
| Sa'dah                  | 12.400           | 695.033          | Sa'dah     |
| Saná                    | 11.900           | 919.215          | Saná       |
| Shabwah                 | 39.000           | 470.440          | Ataq       |
| Socotra                 | 3.796            | 44.120           | Hadiboh    |
| Taiz                    | 10.000           | 2.393.425        | Taiz       |

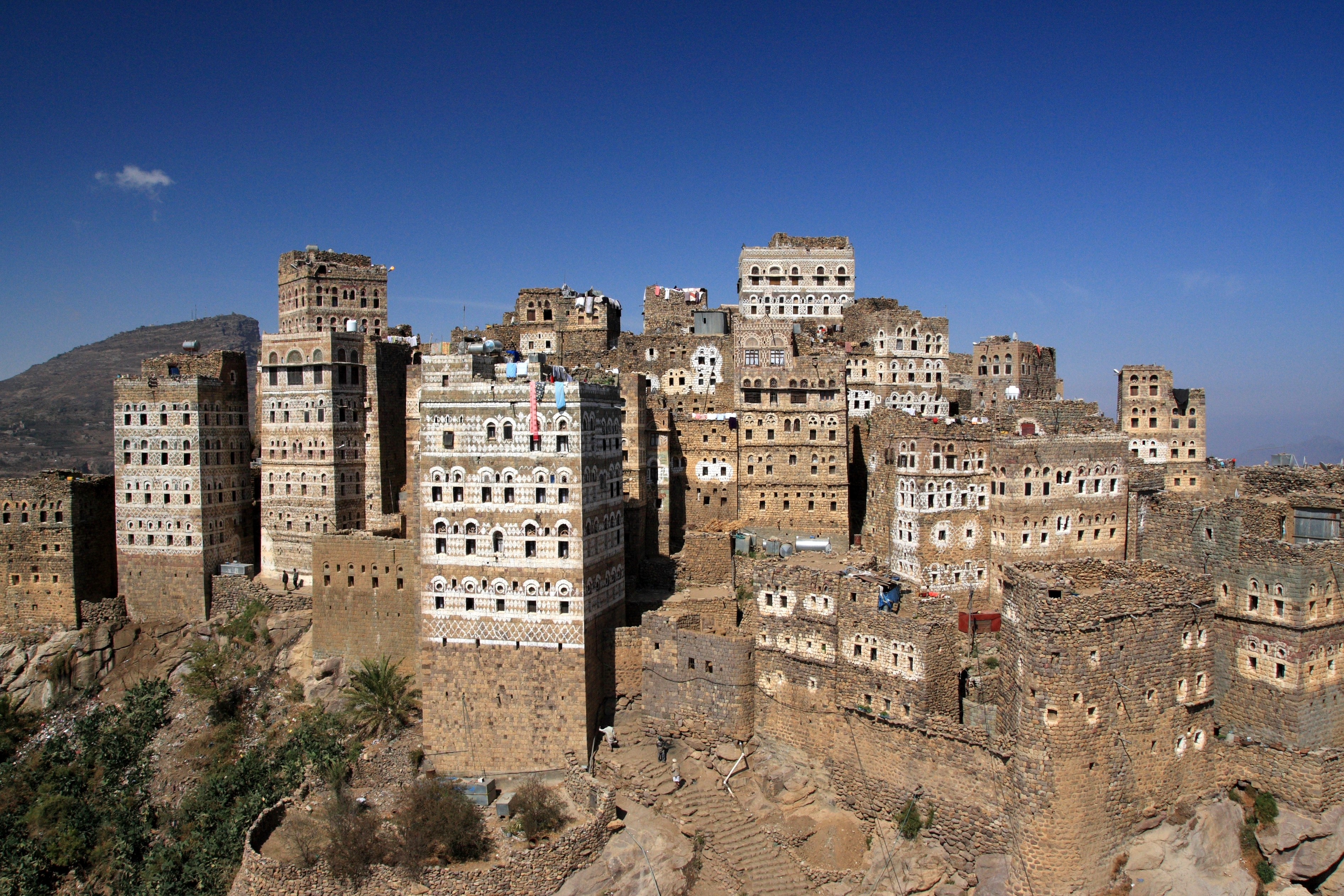
Gobernación de Saná

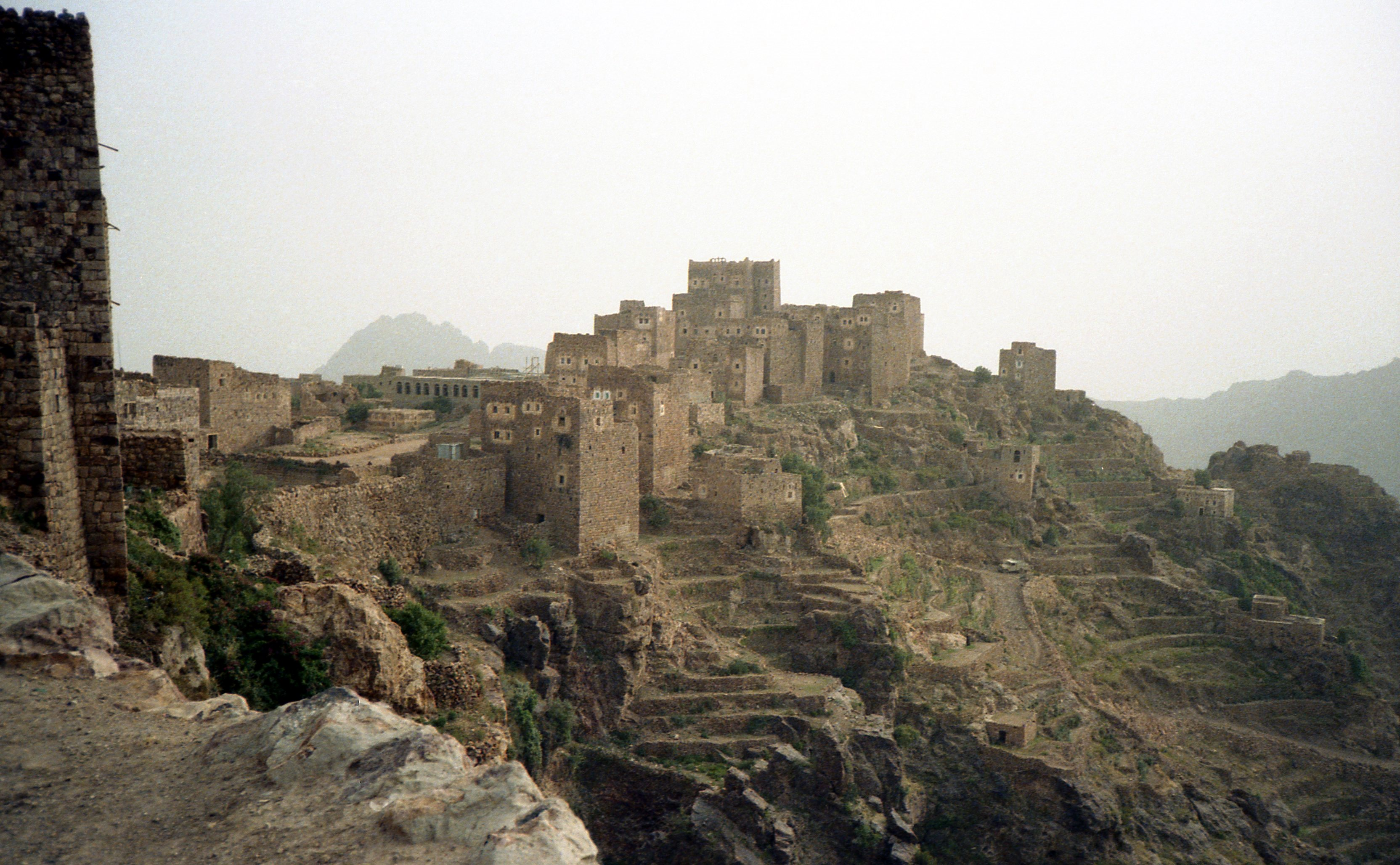
Gobernación de 'Amran

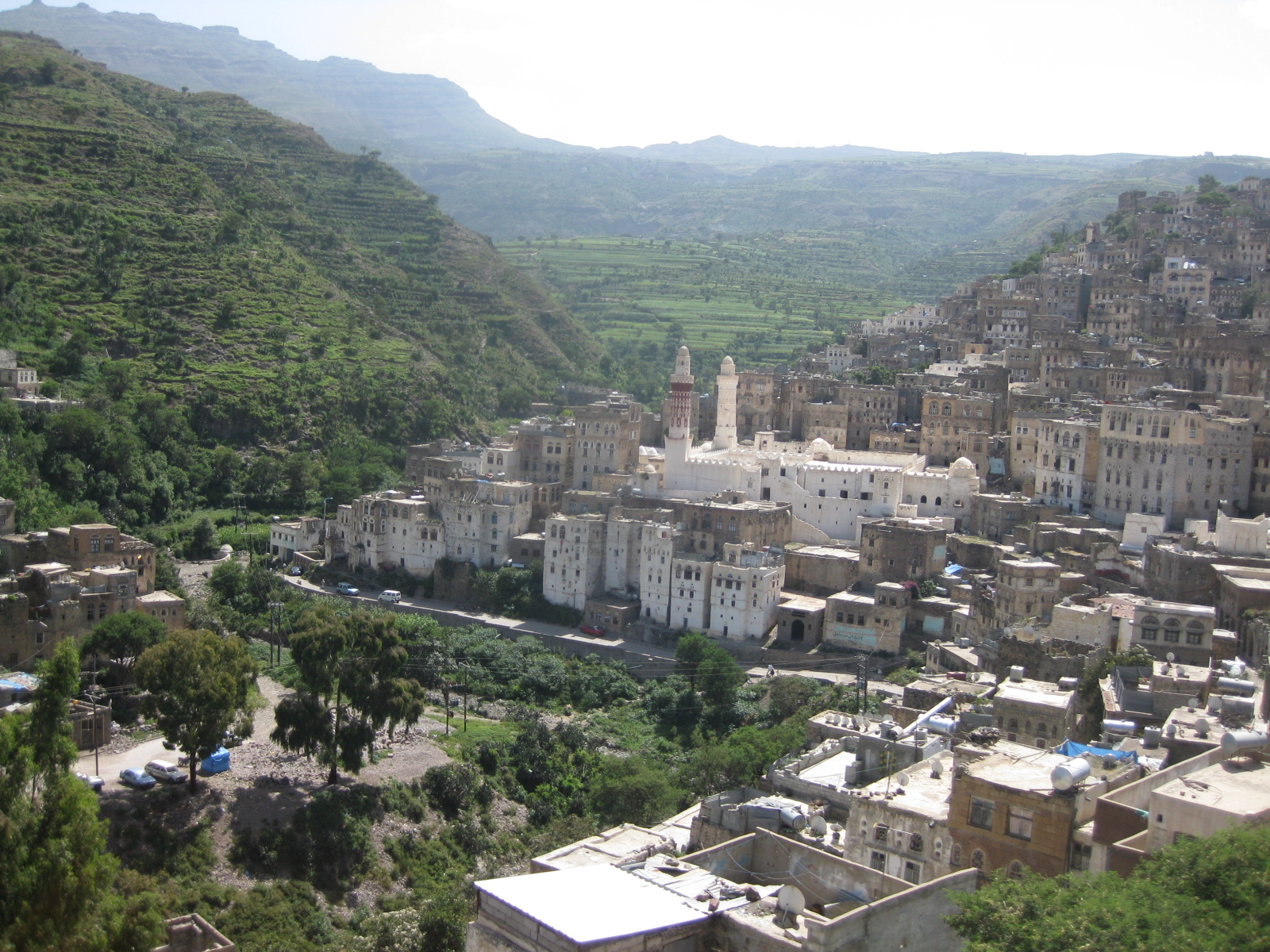
Gobernación de Ibb

Antes de 1990, Yemen existía como dos entidades separadas. Para más información ver Organización histórica de Yemen.

## Geografía

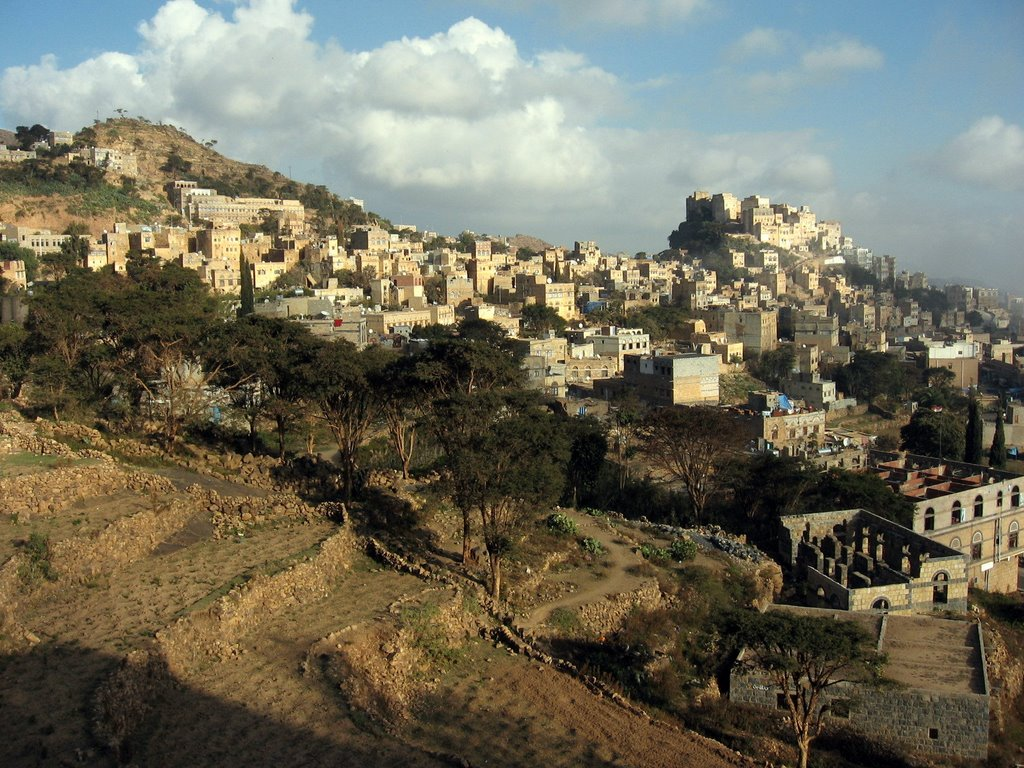
Ciudad en Yemen.

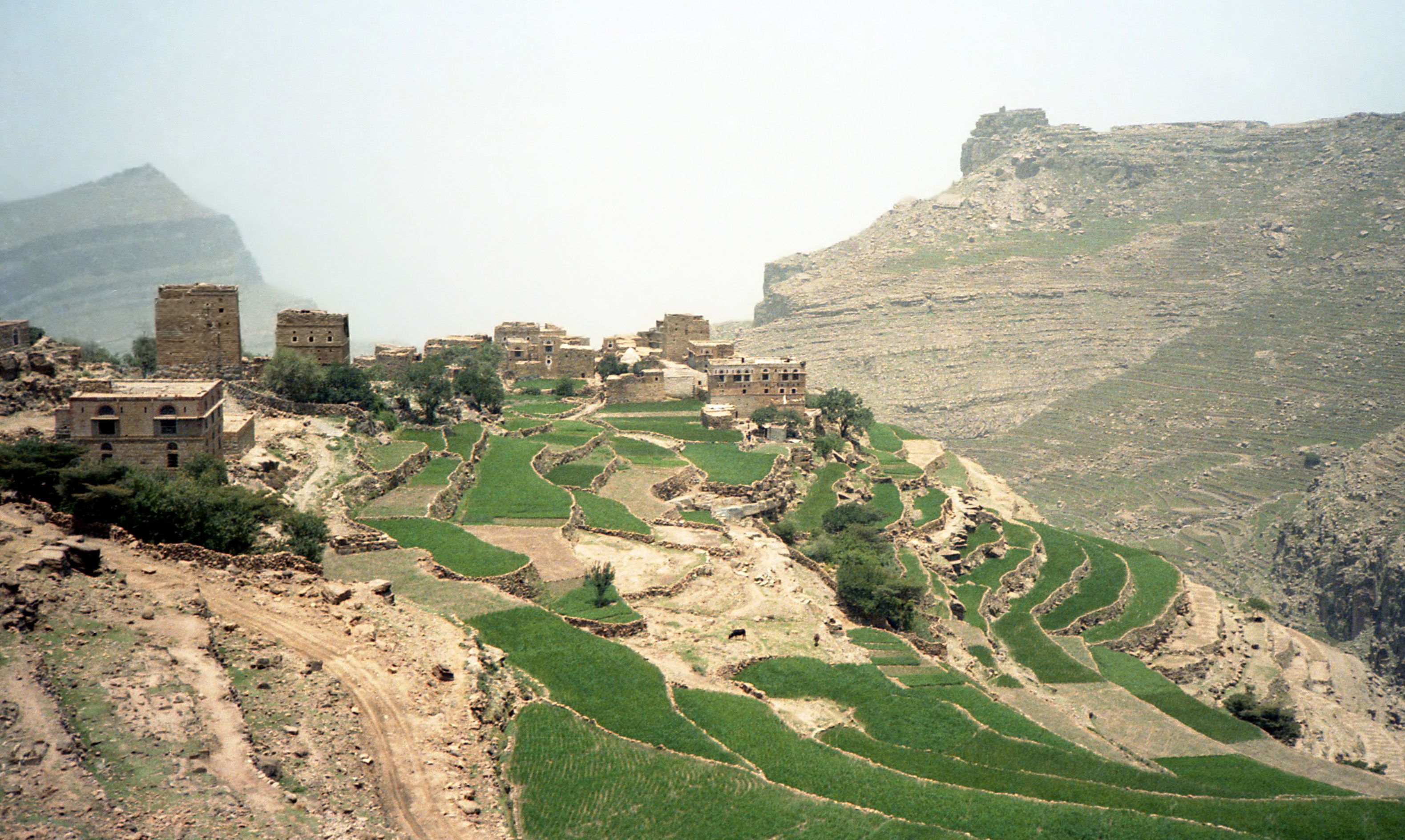
Terrazas agrícolas en el desierto de Yemen.

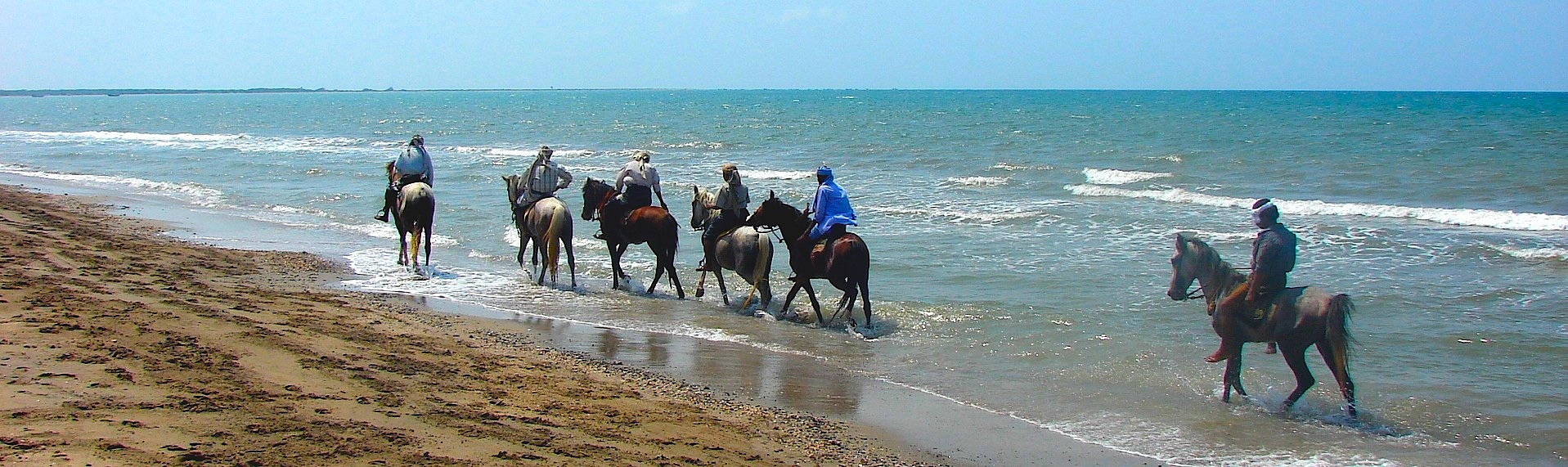
Jinetes en las costas del Mar Rojo.

Yemen está situado en el Oriente Próximo, en el sur de la península arábiga, limitado por el mar de Arabia, el golfo de Adén, el mar Rojo, el oeste de Omán y el sur de Arabia Saudita. Hasta hace relativamente poco tiempo, su frontera por el norte no estaba definida, porque el desierto de Arabia impide cualquier asentamiento humano allí. Se considera una de las zonas cuna de la humanidad.
Pertenecen a Yemen ciertas islas en el mar Rojo, las islas de Hanish, la isla Kamaran y las islas volcánicas de Perim y Jabal al-Tair; y en el mar de Arabia, la isla de Socotra. Con 527.970 km², Yemen, por extensión, ocupa el puesto 49 del mundo (después de Francia), siendo su tamaño similar a Tailandia, y algo más grande que el estado de California (EE. UU.) y España. Yemen se encuentra situada 15° N 48° E.
El sector oeste de Yemen es de predominio montañoso, con alturas que superan los 3500 metros, mientras el oriental es básicamente de mesetas, dominado por el desierto. No hay ríos permanentes y las precipitaciones son muy escasas. Las temperaturas, normalmente muy elevadas, se presentan más suaves en las zonas marítimas y en las montañas.
El país se puede dividir geográficamente en cuatro regiones principales: la meseta costera del oeste (Tihamah), las montañas occidentales, las montañas orientales, y el Rub al-Jali, en el este, el mayor desierto de arena del mundo.
La región de Tihamah (“tierras calientes”) es una meseta costera muy árida y plana. A pesar de la aridez, la presencia de muchas lagunas hace que sea una región muy pantanosa, con abundantes mosquitos palúdicos. Hay también grandes zonas de dunas de arena móviles, con forma de medialuna (conocidas como «barhan»). La evaporación en Tihama es tan grande que las corrientes de las montañas nunca alcanzan el mar, pero contribuyen a la existencia de grandes reservas de agua subterránea, reservas que hoy son explotadas intensamente para uso agrario.
El Tihamah termina precipitadamente en las escarpadas montañas occidentales. Esta región, ahora muy aterrazada para resolver la demanda de alimentos, recibe la precipitación más alta de Arabia, aumentando rápidamente desde los 100 mm anuales hasta 760 mm en la ciudad de Taiz y llegando a 1000 mm en la ciudad de Ibb. La agricultura aquí es muy diversa, predominando las cosechas de sorgo, pero también el algodón y también muchos árboles frutales, siendo el mango el más apreciado. Las temperaturas son cálidas durante el día pero bajan drásticamente por la noche. Hay corrientes permanentes en las montañas, pero nunca alcanzan el mar debido a la alta evaporación en el Tihama.
La región de las montañas centrales es una gran meseta situada a unos 2000 m de altitud. Es más seca que las montañas occidentales debido al resguardo de las montañas, pero todavía recibe suficiente lluvia en años húmedos como para ser cultivada. La variación de temperaturas diurnas está entre las más altas del mundo: el rango normal va desde los 30 °C en el día a los 0 °C en la noche. El almacenamiento de agua permite la irrigación y el crecimiento de trigo y de cebada. La capital del Yemen, Saná, está situada en esta región, a 2350 m. El punto más alto de Yemen también está aquí, y es Jabal al Nabi Shu'ayb, a 3760 metros.

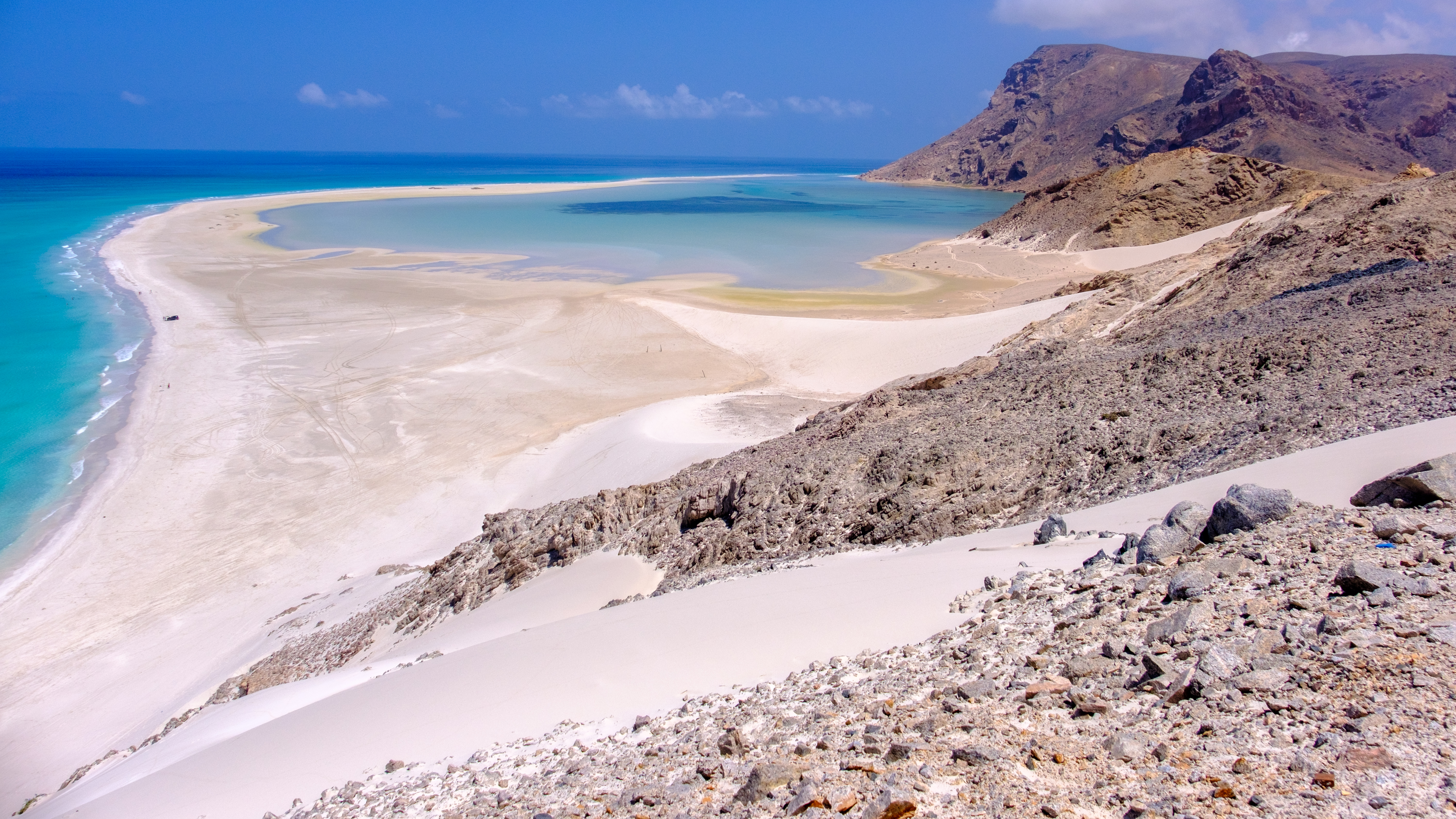
Una playa de Yemen en la laguna Detwah

La región del desierto de Rub al-Jali, en el este, es mucho más baja, generalmente por debajo de los 1.000 m, y no recibe casi ninguna lluvia. Está poblada únicamente por beduinos propietarios de grandes manadas de camellos.

### Clima
Las islas y la llanura costera son cálidas y húmedas y, por lo general, las precipitaciones son escasas (Adén: 25 °C de media en enero, 33 °C de media en junio, 40 mm de precipitaciones anuales). La humedad es muy alta durante todo el año, entre el 60% y el 85%. Las precipitaciones son extremadamente escasas durante todo el año y suelen oscilar entre 25 mm y 150 mm, lo que equivale a entre 5 y 15 días de lluvia al año. La mitad invernal del año es muy cálida, con 19 a 23 °C por la noche y 28 a 31 °C durante el día. Los veranos suelen ser insoportablemente calurosos debido a la alta humedad y a temperaturas diurnas de 34 a 38 °C y más. 

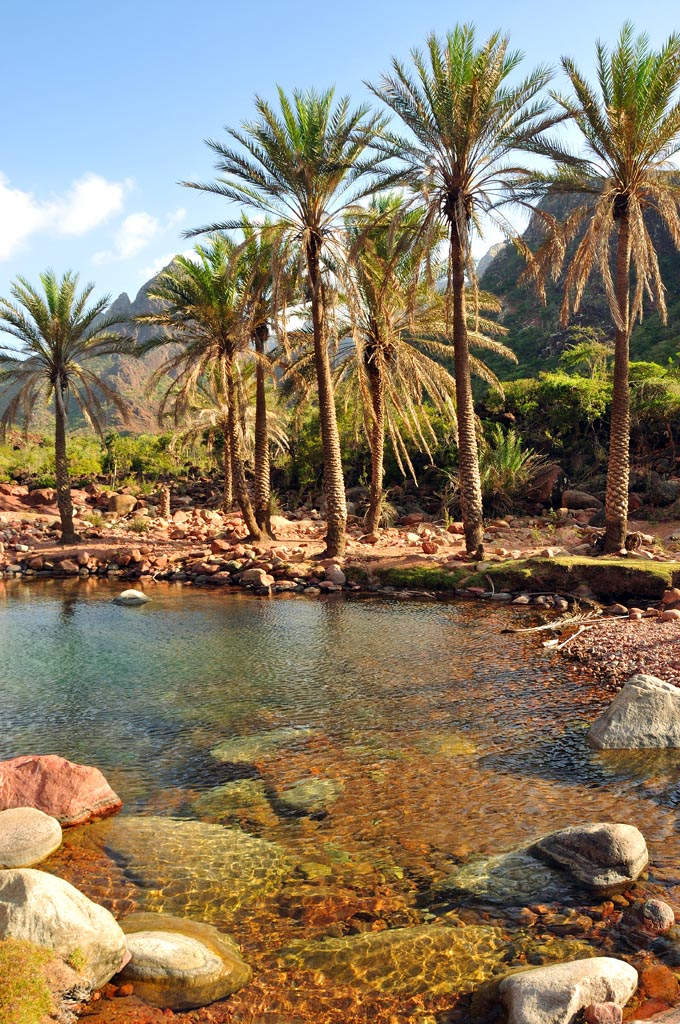
Paisaje de la isla de Socotra en Yemen

Además, las temperaturas nocturnas no suelen bajar de 26 °C, y a menudo incluso hay periodos de noches tropicales con temperaturas constantemente superiores a 30 °C. El único, pero muy raro, refresco en verano lo proporcionan las ramificaciones ocasionales del monzón indio, que a veces llegan hasta la costa sureste de Yemen con ligeros chubascos (en la costa oeste no se producen en absoluto). Sin embargo, esto se compensa con olas de calor ocasionales de 40 °C y más. Un fenómeno que se da a menudo en las costas es la niebla matinal, que se despeja pronto con los fuertes rayos del sol. En la costa oeste se trata en gran parte de niebla invernal, en la costa sureste es niebla estival.
Las montañas cubren más de un tercio del país y se caracterizan por la cordillera principal de Al-Sarat. Esta región montañosa tiene muchas cuencas muy densamente pobladas, todas ellas situadas a una altitud de 1500 a 2500 metros. El clima es muy suave para la región. Los inviernos son secos y se caracterizan por grandes oscilaciones térmicas: por la noche suele refrescar hasta casi el punto de congelación (de 0 a 4 °C), mientras que durante el día los cálidos rayos del sol garantizan temperaturas agradables (de 22 a 24 °C). El verano es moderadamente húmedo, lo que resulta especialmente favorable para la agricultura. 
Las mayores precipitaciones se registran en las montañas yemeníes. En algunas zonas llueve hasta 50 días al año (de 200 a 700 mm), y las principales precipitaciones se producen entre marzo y agosto. En los días lluviosos refresca un poco, por lo que las temperaturas diurnas suben hasta los 26 o 30 °C, mientras que las nocturnas se mantienen más bien suaves, entre 9 y 13 °C. La humedad es media durante todo el año y se estabiliza en torno al 40%.
El clima en las tierras altas es seco durante todo el año (de 5 a 25 días de lluvia). Los inviernos son suaves pero con grandes oscilaciones térmicas (de 23 a 28 °C durante el día, de 0 a 6 °C por la noche), mientras que los veranos son relativamente calurosos, con temperaturas diurnas de unos 36 °C, seguidas de noches frescas (de 10 a 16 °C). En los bordes del desierto, las temperaturas de 45 °C no son infrecuentes. El aire tiende a ser seco todo el año (25 a 45%).

### Puertos de montaña
Es un lugar desconocido en el ámbito internacional, pero que alberga grandes pasos de montaña al ser un país rodeado de cordilleras y montañas escarpadas.
| Nombre              | Altitud(m) | Asfaltada | Carretera           | Coordenadas                                      |
| ------------------- | ---------- | --------- | ------------------- | ------------------------------------------------ |
| Jabal Sabr Pass     | 2883       | Si        |                     | 13°31′13.1″N 44°03′06.7″E / 13.520306, 44.051861 |
| Aqabat Thirah       | 2265       | Si        | N6                  | 13°53′28.9″N 45°45′29.2″E / 13.891361, 45.758111 |
| Hayjat Al-Abed Pass | 2140       | Si        | Hayjat Al-Abed Road | 13°12′40.4″N 44°10′15.6″E / 13.211222, 44.171000 |

### Ecología

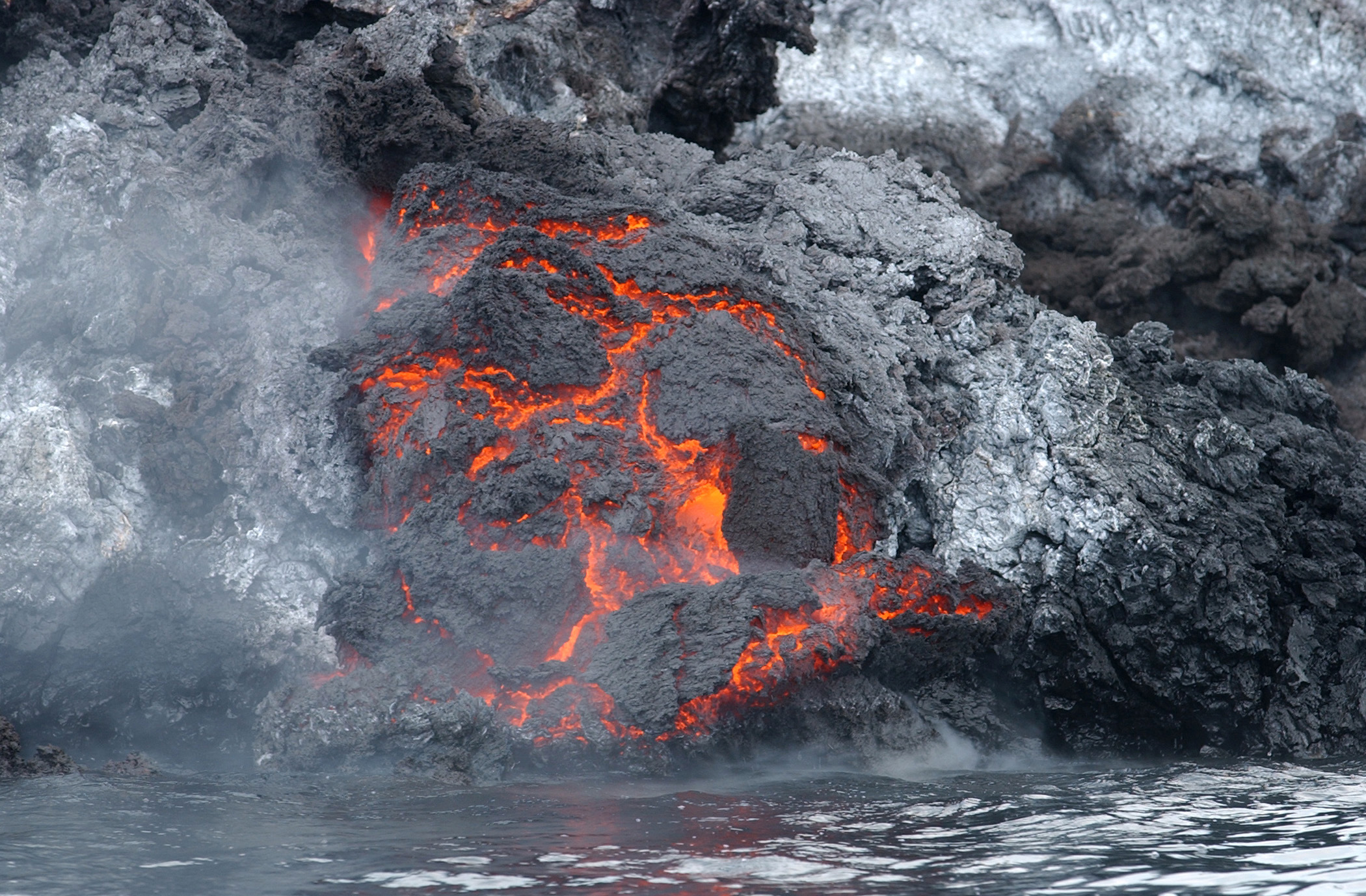
Una corriente de lava se enfría a lo largo de la costa de la isla yemení de Jabal at-Tair.

Yemen es un país desértico. WWF distingue en el territorio de Yemen hasta seis ecorregiones diferentes: desde la costa hacia el interior se suceden el desierto costero nublado de la península arábiga, la sabana de piedemonte del suroeste de Arabia, el desierto y semidesierto tropicales del mar Rojo y el desierto y monte xerófilo de Arabia y el Sinaí; además, las montañas del oeste, por encima de los 2.000 m, pertenecen al monte alto del suroeste de Arabia, y la isla de Socotra se asigna al matorral xerófilo de Socotra.

### Geología
La geología de Yemen incluye rocas cristalinas ígneas y metamórficas del Precámbrico, extremadamente antiguas, superpuestas por sedimentos del Paleozoico, Mesozoico y Cenozoico, depositados en mares poco profundos y lechos lacustres, superpuestos por gruesas rocas volcánicas y loess. La erosión ha desempeñado un papel importante en la historia geológica de Yemen y ha eliminado muchas unidades rocosas a lo largo del tiempo.
Las formaciones de esquisto cortadas por intrusiones de granito precámbrico afloran en el centro, norte y noroeste. Estas formaciones muestran evidencias de un intenso plegamiento y metamorfismo regional. Gran parte de Yemen se convirtió en penillanura durante un largo periodo de erosión en el Precámbrico.
Los esquistos oscuros muestran algunos signos de plegamiento y la presencia de rocas marinas indica una transgresión marina en el Cámbrico hasta el Silúrico. Sin embargo, poco se sabe del Paleozoico debido a la erosión generalizada que eliminó casi todas las rocas de la época. Se desarrollaron suelos lixiviados y cuarzosos. La arenisca de Wajid son los restos redepositados de la superficie del suelo de la penillanura, que formó un delta y dunas en el Pérmico.

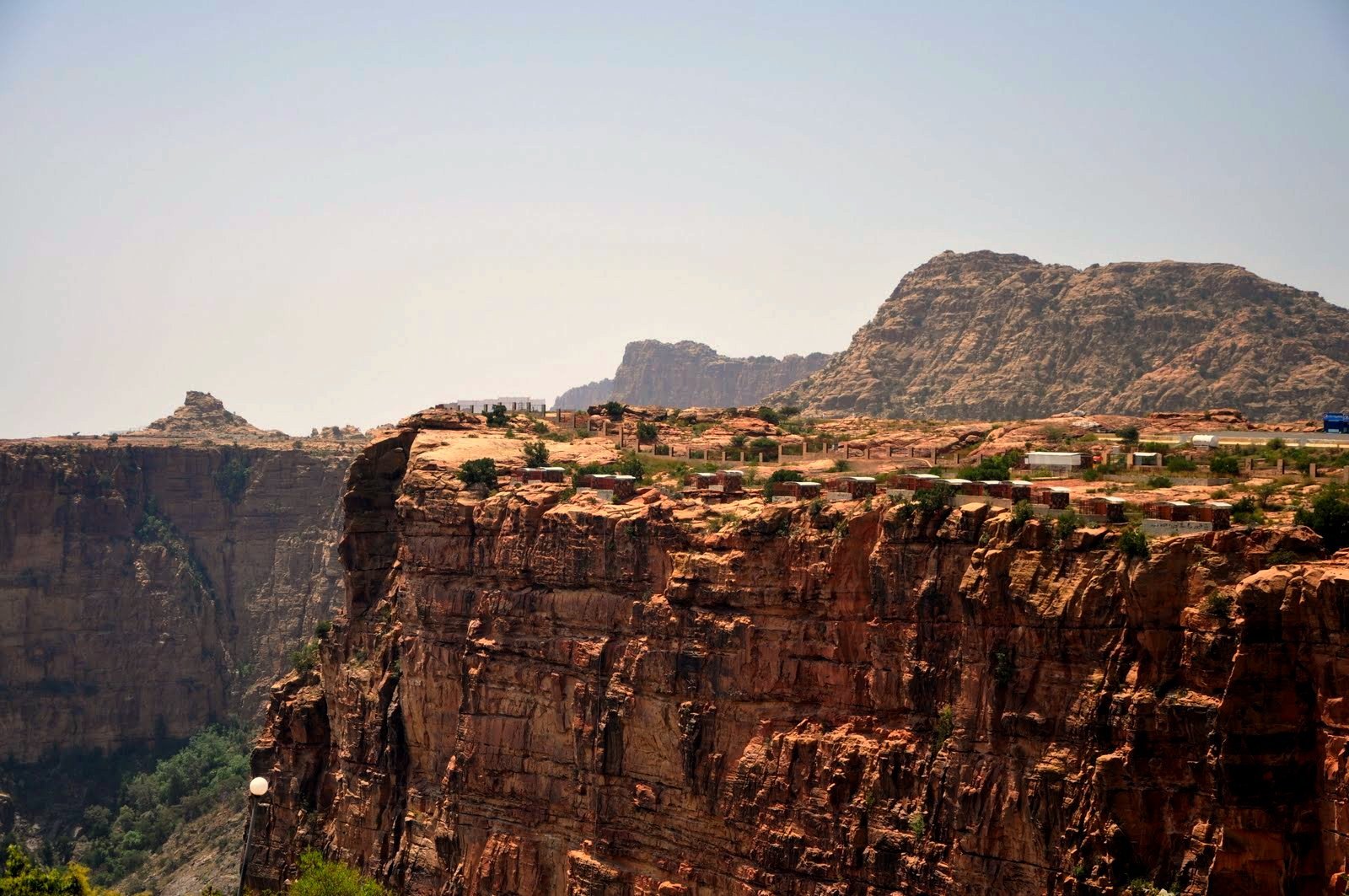
Acantilados en el Valle de Habala

Las cuencas se formaron en Yemen durante un periodo cálido del Mesozoico, depositando pizarras grises oscuras y grises negras de la Serie Kohlan en el fondo de grandes lagos. Alrededor de la misma época se formaron lentes de yeso en bahías aisladas. Durante el Malm, una importante transgresión marina inundó gran parte de la región depositando la Serie Amran calcárea. Al noroeste de Saná'a, los carbonatos Bathonianos y Callovianos yacen sobre la Serie Kohlan en una depresión. Al norte, una mayor proporción de creta sugiere una transgresión posterior en el Calloviano y el Oxfordiano, junto con fósiles de estromatoporoides.
En la zona desértica de Ramlat as Sab'atayn, en el suroeste, se formaron zonas de subsidencia. En el suroeste de Yemen, las rocas sedimentarias del Jurásico yacen directamente sobre la roca basal precámbrica. Las condiciones continentales volvieron durante gran parte del Jurásico y el Cretácico, excepto en las lagunas donde se depositaron yeso y sal. El Grupo Tawilah es un ejemplo de conglomerado arenoso cretácico protegido de la erosión posterior por la Serie de Trampas suprayacente. Las cuencas poco profundas continuaron rellenándose de arena a medida que las formaciones se inclinaban.

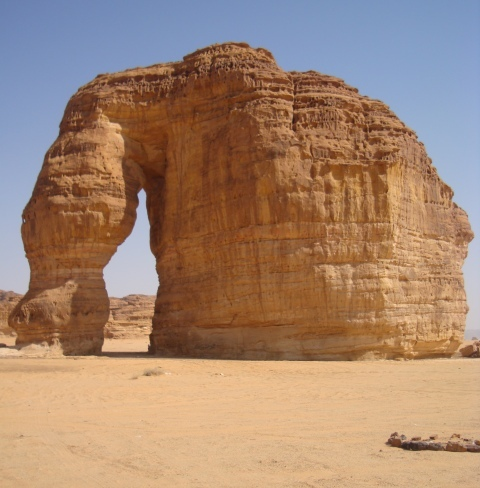
Formaciones rocosas de Yemen

Durante el Paleoceno, un mar poco profundo llenó gran parte del Yemen central, formando unidades como la Serie Medj-zir. Se formaron lechos fallados mientras la erosión terrestre despojaba muchas rocas jurásicas y cretácicas. El intenso vulcanismo comenzó en el Cretácico y continuó en el Cenozoico. Las coladas de lava y las tobas de la Serie de la Trampa tienen un espesor de hasta 1,5 kilómetros (0,93 millas) en el suroeste, mientras que las intrusiones de lacolitos son comunes en el norte. La Serie de la Trampa se intercaló con los sedimentos fluviales y lacustres durante un período de calma en el Oligoceno y Mioceno. En el oeste, la Serie de la Trampa está penetrada por intrusiones de granito procedentes de una renovada actividad tectónica. Cerca de Saná'a, Dhamar y Ma'rib son frecuentes las coladas de basalto y los cráteres de los últimos 2,5 millones de años del Cuaternario, junto con grandes depósitos de loess.
Antiguas rocas metamórficas precámbricas están intruidas por rocas ígneas más jóvenes, recubiertas por calizas y otros sedimentos marinos que se depositaron durante los periodos de transgresión marina del Cretácico y los últimos 66 millones de años del Cenozoico. La isla se encuentra en la placa somalí, que se separó de la península arábiga en los últimos 60 millones de años.
La historia geológica de lo que hoy es la isla de Socotra comenzó con la formación del Escudo Arábigo-Nubio hace entre 780 y 600 millones de años (Ma) a través de la acreción de terranos y secciones de corteza continental. Los orígenes de los terranos que componen la parte del escudo que hoy bordea el Golfo de Adén, incluida Socotra, siguen sin estar claros, al igual que el marco temporal de su acreción. Es posible que esta zona se formara a partir de fragmentos de un paleocontinente aún más antiguo. Este conjunto formó parte de la Orogenia de África Oriental, tras la cual experimentó un largo periodo de relativa estabilidad tectónica.

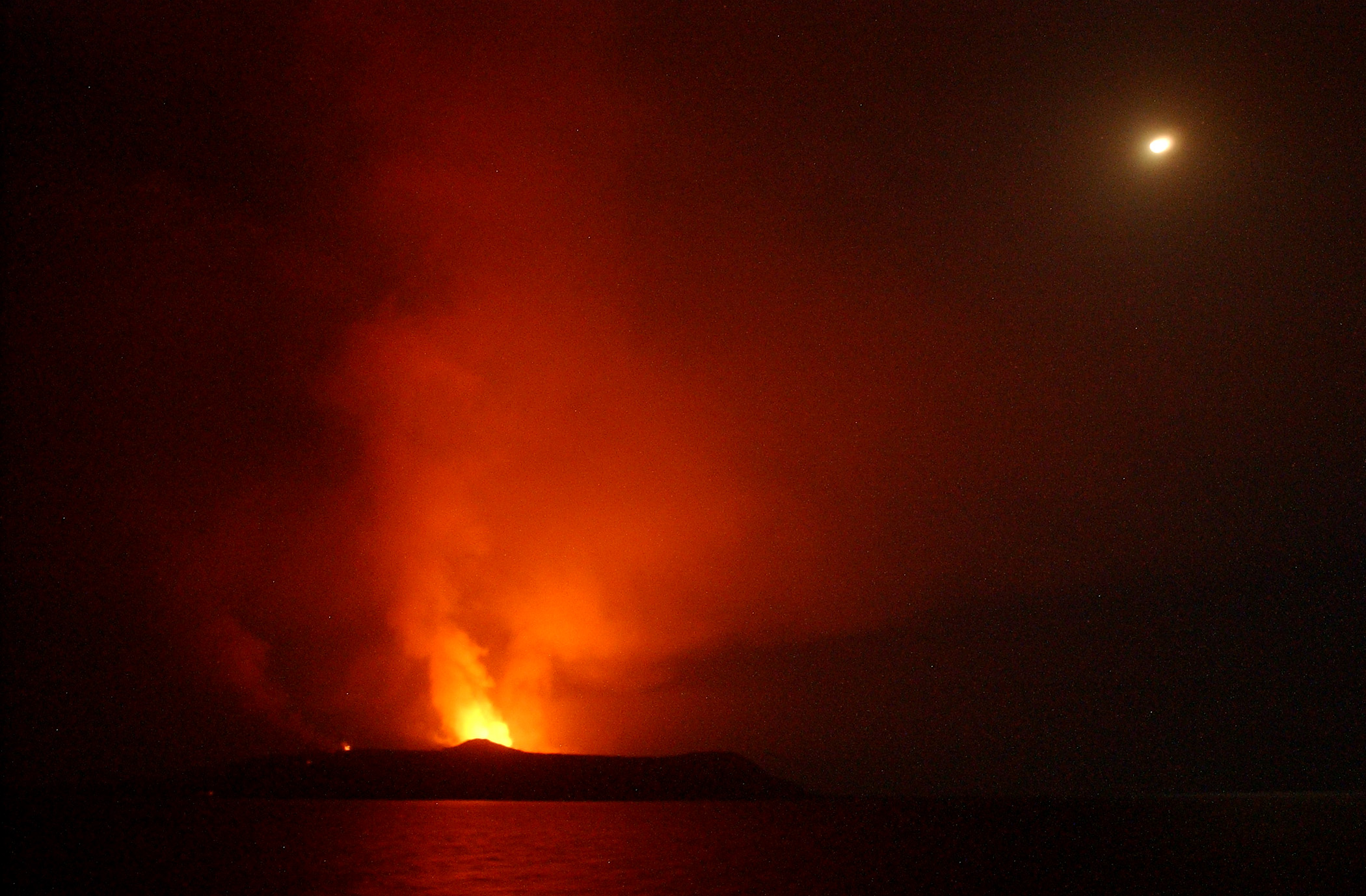
Erupción nocturna en el Mar Rojo de Yemen

La ruptura del Escudo Arábigo-Nubio comenzó hace unos 35 Ma con el desarrollo de la pluma de Afar. La actividad de la pluma creó los basaltos continentales de inundación de Etiopía y Yemen y expuso el escudo al material caliente del manto desde abajo, lo que condujo al inicio del rifting en algún momento antes de los 28 Ma. Se desarrolló un límite de placa divergente que dividió el escudo en la Placa Árabe y la Placa Somalí. Al separarse las placas, el agua del océano Índico llenó la cuenca recién creada, dando lugar al golfo de Adén. El centro de propagación formó una dorsal oceánica media llamada dorsal de Adén.
Esta falla dividió Socotra y la península arábiga; antes de la falla, Socotra era contigua a lo que hoy es la provincia de Dhofar, en el sur de Omán. [La extensión a lo largo de los segmentos orientales de la dorsal de Adén aumenta la separación entre la península arábiga y Somalia (y Socotra) a un ritmo de unos 18 milímetros por año. Además, durante aproximadamente los últimos 10 Ma, las fuerzas geológicas asociadas han sometido a Socotra a un lento levantamiento tectónico.

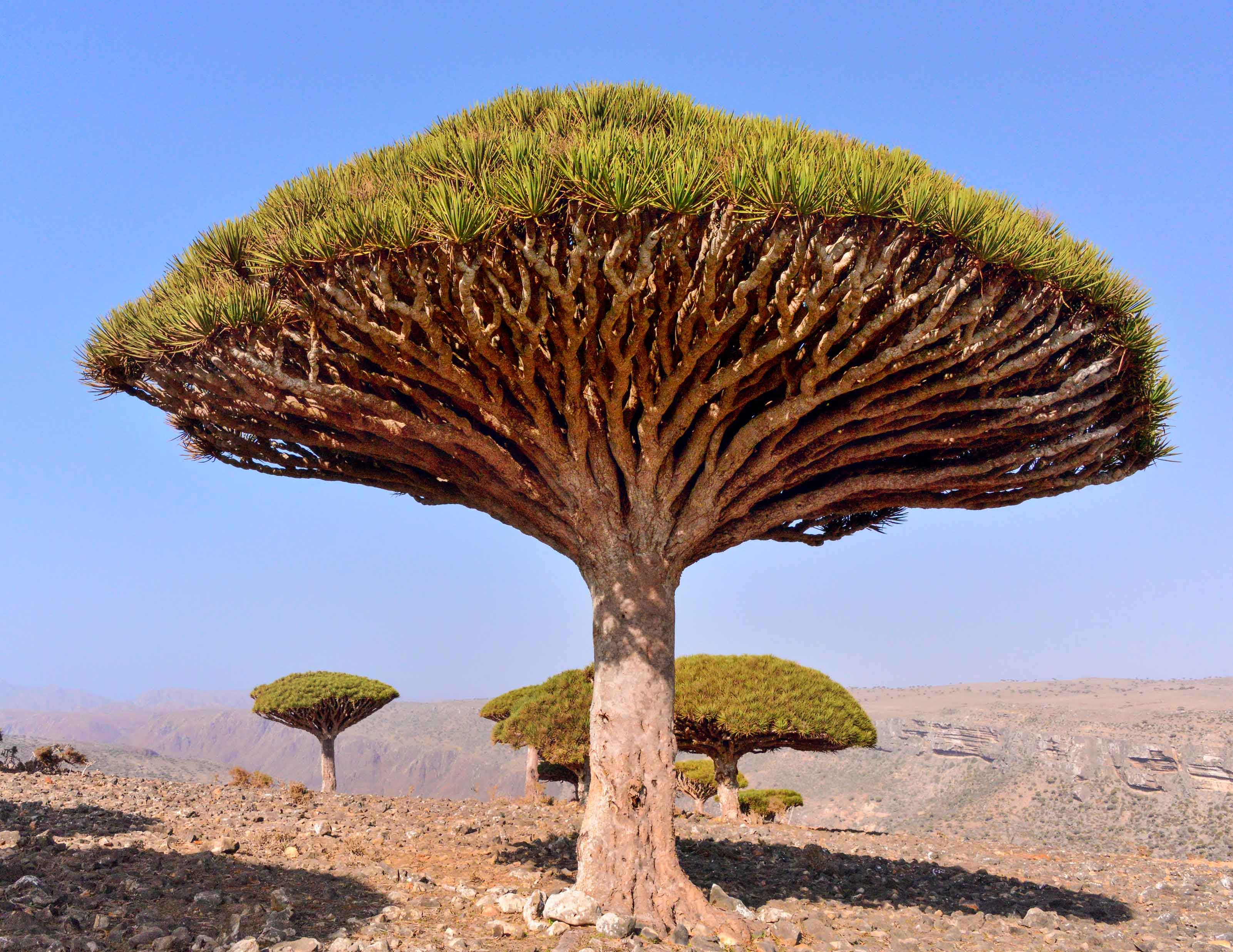
Un Árbol de Dragón (Dracaena cinnabari) en Yemen

### Flora
A gran altitud, la flora autóctona de las tierras altas occidentales está dominada por el enebro africano. La Vachellia origena es una leguminosa común que crece en manchas de bosque, en setos y como árboles individuales en terrazas cultivadas en las tierras altas occidentales. Aquí crecen arbustos como el Euryops arabicus, y en las laderas meridionales hay plantas suculentas como aloes y euforbias. A menor altitud, hay un bosque arbustivo con especies como la rosa de Abisinia y el alcanforero. Más abajo, por debajo de los 2.000 m, la acacia y la mirra son las plantas leñosas dominantes.
En la región de Hadhramaut, al sur de Yemen, se cultiva trigo y mijo, así como cocoteros y palmeras datileras. Las llanuras costeras occidentales de Tihama se riegan para la producción de cítricos, plátanos y dátiles. En las laderas superiores se cultivan higos, café, khat, trigo, cebada y sorgo[4]. En la costa del Mar Rojo hay extensos manglares blancos en una franja costera de unos 84 km, con grupos esporádicos en otros lugares.
La zona arenosa de Rub' al Khali presenta una diversidad vegetal muy escasa: se han registrado unas 37 especies de plantas con flor, 17 de las cuales sólo se encuentran en la periferia. Las plantas xéricas típicas incluyen los arbustos enanos Calligonum crinitum y saltbush, y varias especies de juncia.

### Fauna

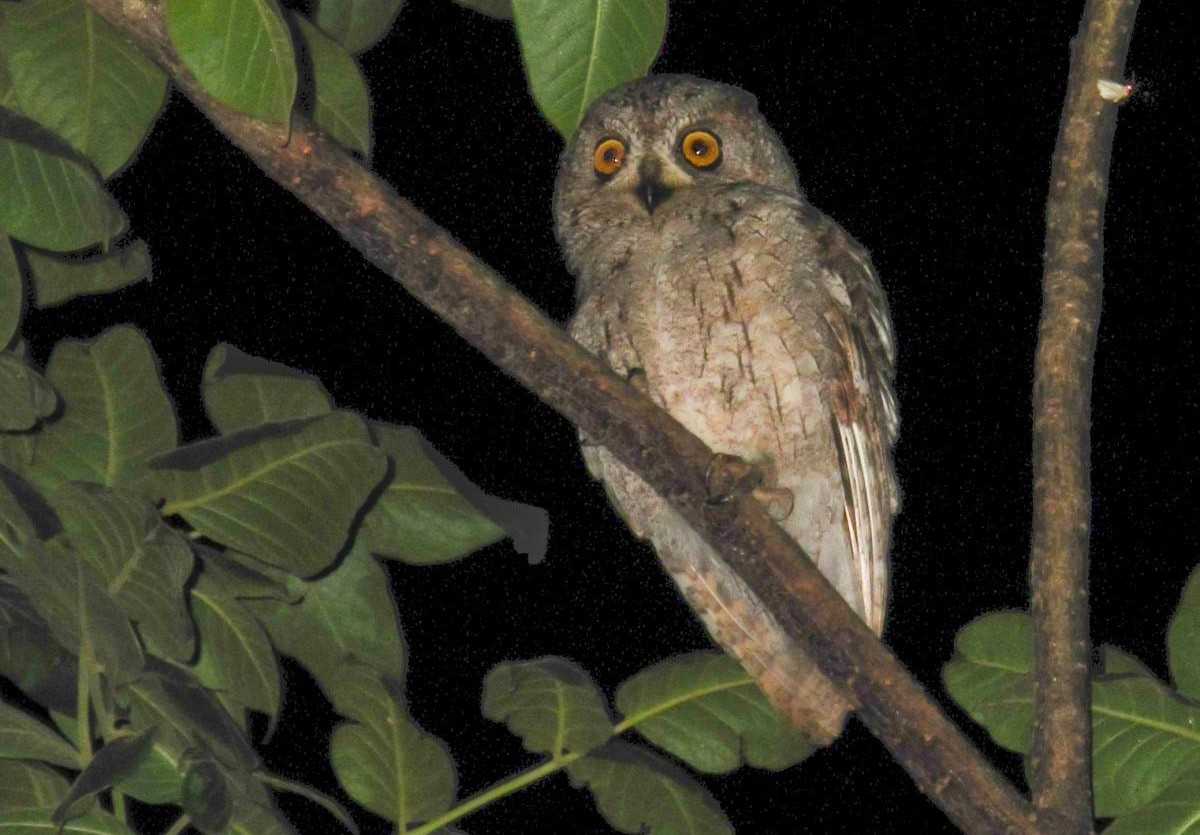
El autillo de Socotra (Otus socotranus)

Se han registrado unas 464 especies de aves en Yemen, diez de las cuales son endémicas del país, como el ratonero de Socotra, el autillo de Socotra, la cistola de Socotra, la curruca de Socotra, el estornino de Socotra, el pájaro sol de Socotra, el acentor árabe, el escribano de Socotra, el gorrión de Socotra y el gorrión de Abd al-Kuri. [Los acantilados de las tierras altas occidentales son hábitat del buitre leonado, el águila de Verreaux y el pequeño halcón de Berbería. En los bosques de enebros del oeste viven el pardillo del Yemen, el zorzal del Yemen, la curruca del Yemen y el papamoscas del paraíso africano, y muchas aves migratorias pasan por esta zona dos veces al año.
El babuino hamadryas está presente en algunas zonas del país y se cree que quedan unos setenta leopardos árabes salvajes. En el zoológico de Taiz, en el altiplano yemení, se está llevando a cabo un programa de cría en cautividad. Otros mamíferos presentes en Yemen son la gacela de montaña, el lobo gris, el zorro de Blanford, el zorro de Rüppell, el caracal, el gato de las arenas, el gato montés, la jineta común, la hiena rayada, el chacal dorado, el tejón de la miel, la mangosta de cola espesa, el hyrax de las rocas, el erizo del desierto, la musaraña árabe, el ratón espinoso dorado, el jerboa egipcio menor, varias especies de jerbos, el pájaro rey, el ratón yemení y varias especies de murciélagos.
Entre las serpientes de Yemen se encuentran la cobra árabe, la víbora cornuda y la víbora hocicuda, así como varias especies de serpientes marinas. Hay un monitor endémico de Yemen, numerosas especies de lagartos, varias salamanquesas y el camaleón velado. En tierra se encuentran la tortuga africana de casco y la tortuga de tierra, y en las playas se reproducen varias especies de tortugas marinas.

## Economía

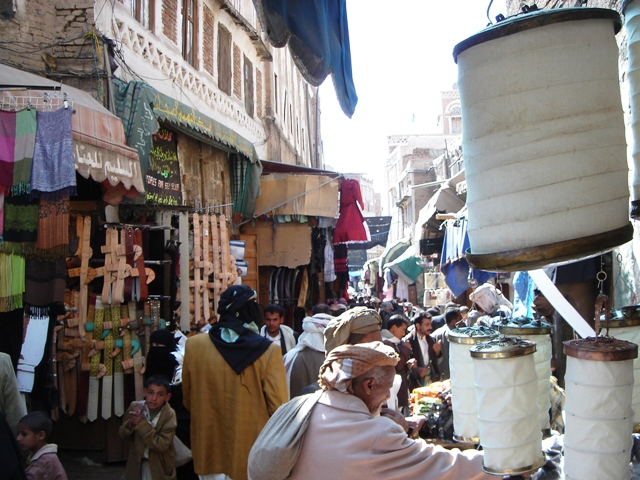
Zoco en la Antigua Saná.

En Yemen, donde apenas un 1 % de la superficie es irrigable, la economía sigue siendo muy arcaica. Dentro del sector agrícola conviene citar los cultivos de cereales (mijo, sorgo, trigo) y café. La ganadería yemení es bastante importante, sobre todo en lo que respecta a la cría de ovinos. Los recientes hallazgos de petróleo han hecho de este país un Estado productor. El subsuelo contiene notables reservas de gas natural. Posee también industrias relacionadas con la manufactura de materiales plásticos, como son la fabricación de tuberías y accesorios; también existen industrias alimenticias, textiles, madereras, químicas, tabacaleras, y de productos de papel.
Sus principales socios comerciales son Tailandia, China, Corea del Sur, Singapur, Japón, y Arabia Saudita.
Cabe destacar que Yemen es uno de los países más pobres del mundo, ya que tiene un PIB per cápita de 2473 dólares (2009). Especialmente como consecuencia de la guerra civil desencadenada en 2014, en 2021 el 80 % de su población vivía por debajo del umbral de pobreza y dos terceras partes (21 millones de personas) requerían de ayuda humanitaria para subsistir.
Según el Índice mundial de innovación, a cargo de la Organización Mundial de la Propiedad Intelectual, en 2022, Yemen se ubicó en el lugar 128 en innovación entre 132 países del mundo.

### Telecomunicaciones y medios de comunicación
En Yemen existen 7 estaciones de televisión (datos hasta enero de 2006) y 9 estaciones de radio: 6 en AM, 1 en FM y 2 en onda corta (datos hasta enero de 2006). Posee 798.100 líneas telefónicas fijas en uso (2004) y 2 millones de líneas telefónicas móviles (2005). Hay 220.000 usuarios de Internet (2005).

## Demografía

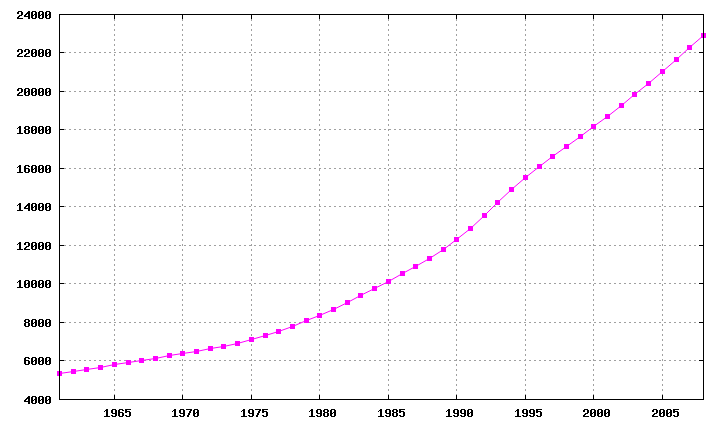
Evolución demográfica 1961-2008

Los yemeníes son en su mayoría árabes. Existe una reducida minoría persa en el litoral norte y otra minoría entre Yemen y Omán que habla diferentes lenguas sudarábigas.
- Religión: musulmanes, 99,9 % (suníes, 53 %; chiíes, 46,9 %); otros (cristianos, judíos e hindúes), 0,1 %.
- Población por edad: 0-14 años: 46,4 % (hombres 5.067.762/mujeres 4.881.333); 15-64 años: 51 % (hombres 5.568.078/mujeres 5.375.263); 65 años y más: 2,6 % (hombres 275.878/mujeres 287.874) (2006 est.).
- Tasa de crecimiento poblacional: 2,2 % (2023). [74]
- Tasa de natalidad: 42,89 nacimientos por cada 1000 habitantes (2006 est.).
- Tasa de mortalidad: 8,3 muertes por cada 1000 habitantes (2006 est.).
- Expectativa de vida al nacer (2023): 65 años para hombres y mujeres. [74]
- Tasa de alfabetización (mayores de 15 años que pueden leer y escribir): población total: 50,2 %; hombres: 70,5 %; mujeres: 30 % (2003 est.).

Según estimaciones hechas por la CIA, en 2011 Yemen posee una población de 24 133 492 habitantes, de los cuales, cerca del 24 % viven en zonas urbanas. Saná, la capital, es también la ciudad más poblada, con 2,29 millones de personas en 2009.

### Religión

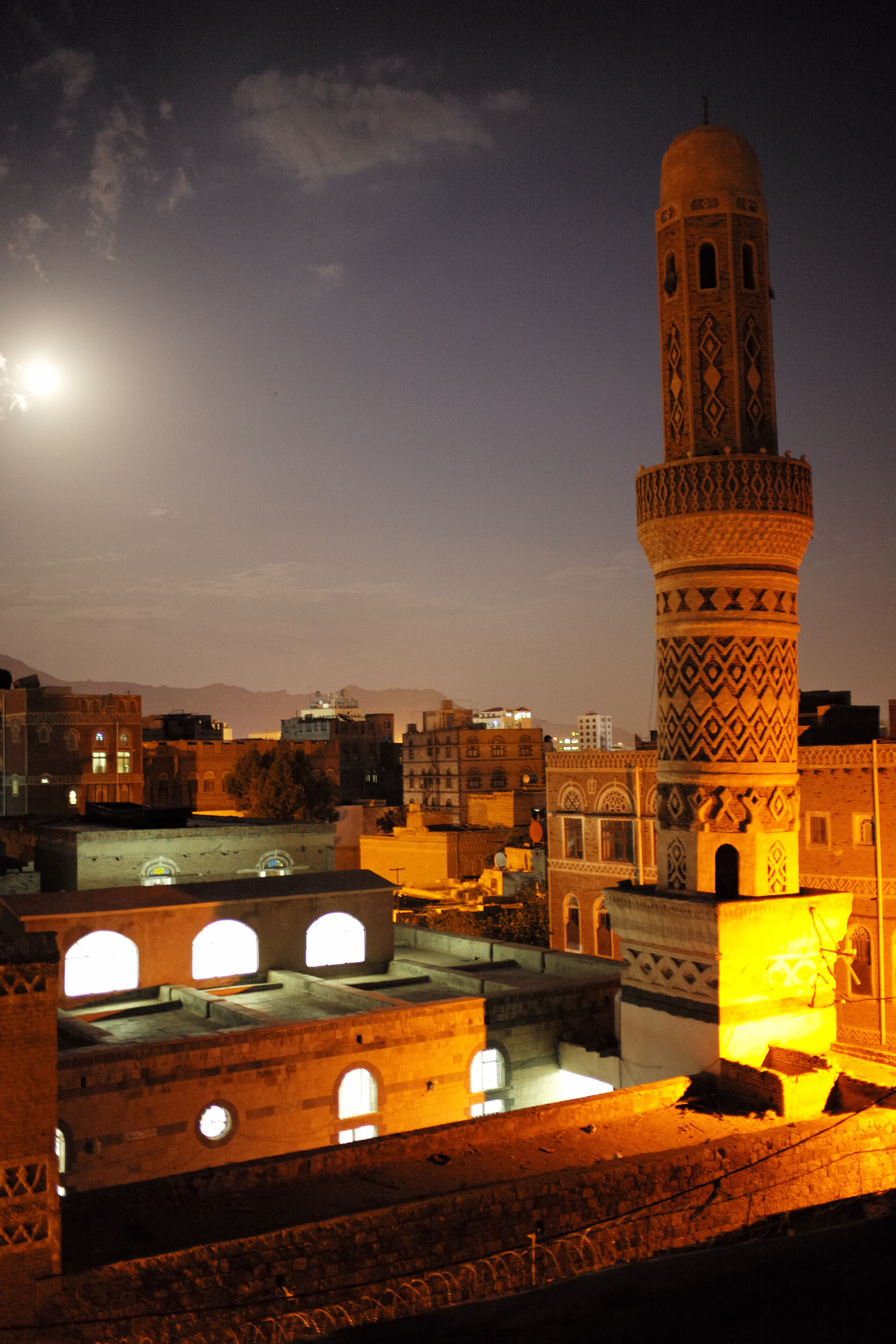
Mezquita en Saná, Yemen

El Islam es la religión oficial de Yemen aunque su población está dividida en varias sectas diferentes. La religión en Yemen consiste principalmente en dos grupos religiosos islámicos principales: Según el informe del ACNUR, los chiíes "zaydíes constituyen aproximadamente el 45% de la población, los suníes el 53% y también hay minorías minúsculas de otros grupos chiíes: las comunidades ismailíes y twelver". Los suníes son principalmente shafiíes, pero también hay grupos significativos de malikíes y hanbalíes. Los chiíes son principalmente zaydíes y también cuentan con minorías significativas de chiíes ismailíes y twelver.
Los suníes predominan en el sur y el sureste, tradicionalmente menos poblados. Los zaidíes/chiíes se concentran en el norte y el noroeste, donde tradicionalmente vive la gran mayoría de la población yemení, mientras que los ismailíes están en los principales centros, como Saná y Ma'rib. En las grandes ciudades hay comunidades mixtas. Alrededor del 0,05 por ciento de los yemeníes no son musulmanes: se adhieren al cristianismo, al judaísmo o al hinduismo o no tienen ninguna afiliación religiosa.
Yemen es el número cinco en la Lista de Vigilancia Mundial 2022 de Open Doors, una clasificación anual de los 50 países donde los cristianos se enfrentan a la persecución más extrema. Las estimaciones del número de cristianos en Yemen oscilan entre 25.000 y 41.000. Un estudio de 2015 estima que 400 cristianos de origen musulmán residen en el país.
En Yemen quedan aproximadamente 50 judíos, o menos. Unos 200 judíos yemeníes fueron llevados a Israel por la Agencia Judía c. 2016. Según una estimación de 2020, quedan tan solo 26 judíos en Yemen. Sin embargo, en 2022 se estimaba que solo quedaba un judío yemení según un informe de las Naciones Unidas sobre el trato a las minorías religiosas en zonas de conflicto; no obstante, al parecer hay un puñado de "judíos ocultos" en Yemen que se han convertido al islam pero siguen practicando el judaísmo en secreto.
Según las encuestas de WIN/Gallup International, Yemen tiene la población más religiosa de los países árabes, y es una de las poblaciones más religiosas del mundo.

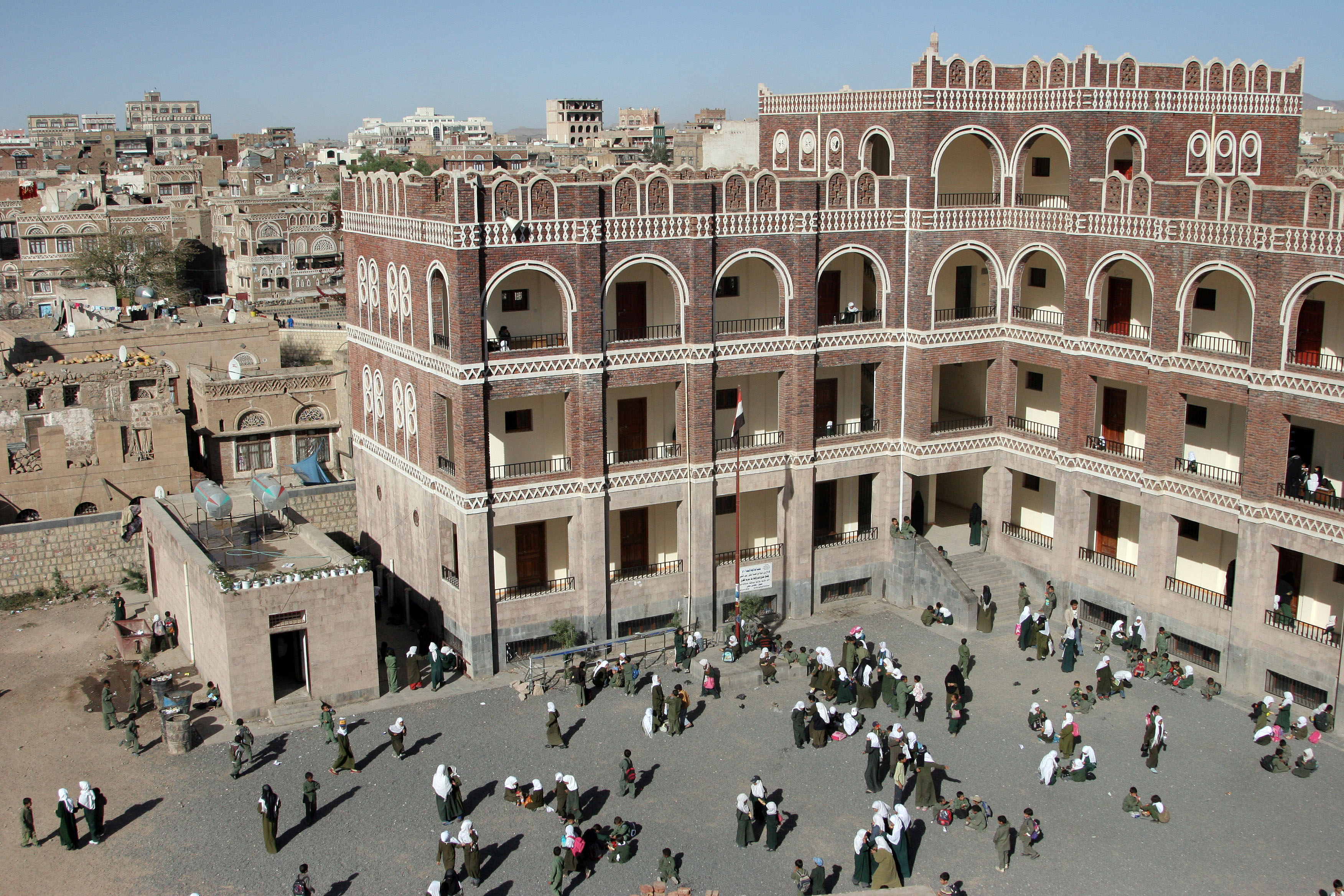
La Escuela Primaria Attabari está situada en el centro de la Ciudad Vieja de Saná, declarada Patrimonio de la Humanidad por la UNESCO.

### Educación
La tasa de alfabetización de adultos en 2010 era del 64%. El gobierno se ha comprometido a reducir el analfabetismo a menos del 10% para 2025. Aunque el gobierno yemení establece la educación universal, obligatoria y gratuita para los niños de 6 a 15 años, el Departamento de Estado de EE. UU. informa de que la asistencia obligatoria no se cumple. El gobierno elaboró la Estrategia Nacional de Desarrollo de la Educación Básica en 2003, cuyo objetivo era proporcionar educación al 95% de los niños yemeníes de entre 6 y 14 años y también reducir la diferencia entre hombres y mujeres en las zonas urbanas y rurales.
En marzo de 2008, el Banco Mundial aprobó un proyecto de siete años para mejorar la igualdad de género y la calidad y eficiencia de la educación secundaria, centrado en las niñas de las zonas rurales. A raíz del mismo, Yemen ha aumentado su gasto en educación del 5% del PIB en 1995 al 10% en 2005.

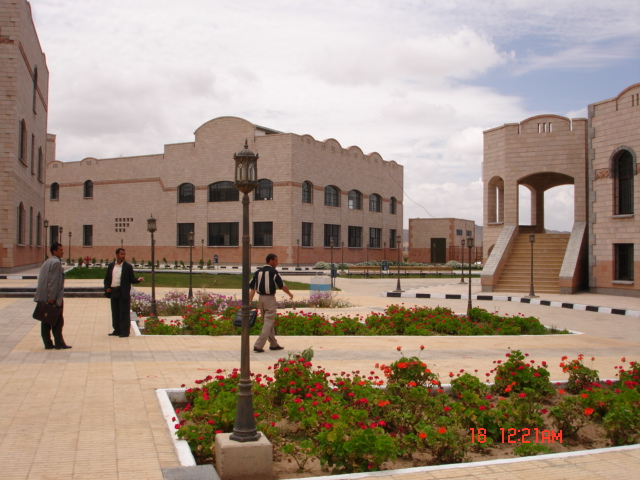
La Universidad de Dhamar

Según el Ranking Webometrics de Universidades del Mundo, las universidades mejor clasificadas del país son la Universidad Yemení de Ciencia y Tecnología (6532ª a nivel mundial), la Universidad Al Ahgaff (8930ª) y la Universidad de Saná (11043ª). Yemen ocupó el puesto 131.º en el Índice Global de Innovación en 2021, por debajo del 129.º de 2019.
El Gobierno ha hecho del desarrollo del sistema educativo su máxima prioridad. La parte del presupuesto dedicada a la educación se ha mantenido alta durante las últimas décadas, con una media de entre el 14 y el 20% del gasto público total, y en 2000 era del 32,8%. El gasto en educación fue del 9,6% del PIB para el año 2001.
Hay varios ministerios que gestionan el sistema educativo a distintos niveles. La educación general es competencia del Ministerio de Educación.Las escuelas de formación profesional y los colegios comunitarios están gestionados por el Ministerio de Educación Técnica y Formación Profesional. La enseñanza terciaria está regulada por el Ministerio de Enseñanza Superior e Investigación Científica. También existe un pequeño sector privado que representa el 2% de la enseñanza básica y secundaria y el 15% de las matrículas universitarias en 2005

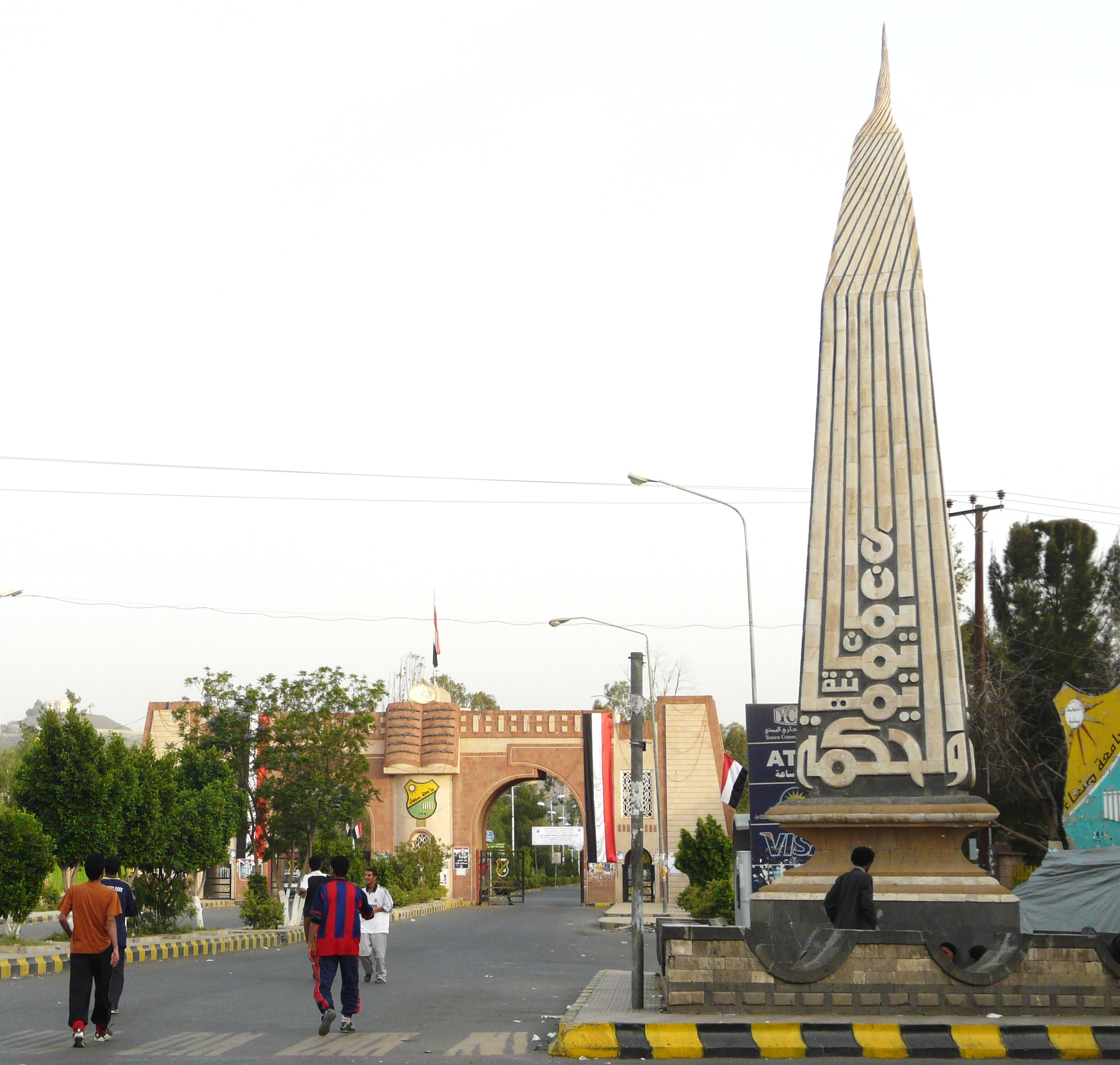
Una de las entradas a la Universidad de Saná

El Gobierno de Yemen ha subvencionado la escolarización pública en todos los niveles. La mayor parte del aumento del gasto en el sector educativo se destina a la enseñanza postsecundaria. Este aumento del gasto se tradujo en una mayor expansión de los servicios educativos. De 250.000 alumnos en 1970 se ha pasado a unos 4,3 millones en la enseñanza básica. Además, entre 1996 y 2004, la matriculación en secundaria aumentó de 324.000 a 595.000 estudiantes y en la universidad de 104.000 a 201.000.
Recientemente, el Gobierno de Yemen puso en marcha un ejercicio para mejorar la comunicación y coordinar las políticas entre los tres ministerios, con el fin de tener una visión más integrada de la educación. El gobierno también ha trabajado en colaboración con los gobiernos de los Países Bajos, Alemania y el Reino Unido, y también con organizaciones de múltiples donantes, como el Banco Mundial, el DFID y la Agencia Canadiense de Desarrollo Internacional, para introducir mejoras sustanciales en el sistema educativo a todos los niveles

### Salud
A pesar de los importantes avances realizados por Yemen en la última década para ampliar y mejorar su sistema sanitario, éste sigue estando muy subdesarrollado. En 2002, el gasto total en sanidad representaba el 3,7% del producto interior bruto.
Ese mismo año, el gasto per cápita en atención sanitaria era muy bajo, en comparación con otros países de Oriente Medio: 58 dólares según las estadísticas de Naciones Unidas y 23 dólares según la Organización Mundial de la Salud. Según el Banco Mundial, el número de médicos en Yemen aumentó una media de más del 7% entre 1995 y 2000, pero en 2004 sólo había tres médicos por cada 10.000 habitantes. En 2003, Yemen sólo disponía de 0,6 camas de hospital por cada 1.000 habitantes.

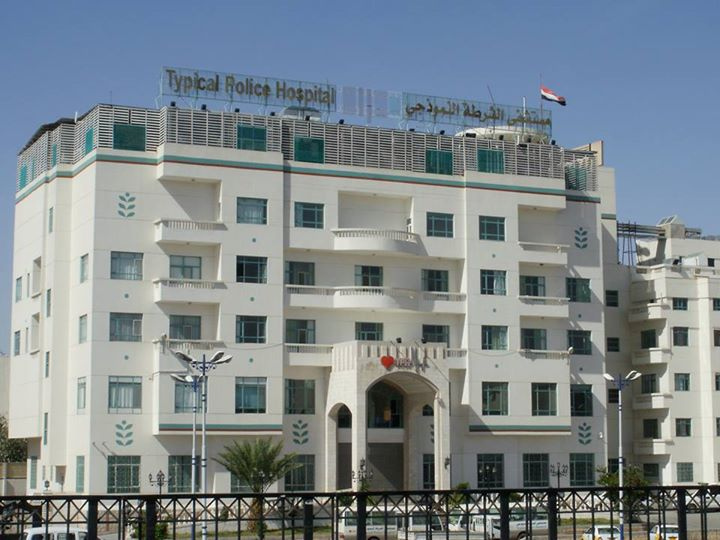
Hospital de la Policía de Yemen

Los servicios sanitarios son especialmente escasos en las zonas rurales. Sólo el 25% de las zonas rurales están cubiertas por servicios sanitarios, frente al 80% de las zonas urbanas. Los servicios de emergencia, como el servicio de ambulancias y los bancos de sangre, son inexistentes.
La esperanza de vida en Yemen en 2019 es de 66,1 años. A pesar de los importantes avances realizados por Yemen para ampliar y mejorar su sistema de atención sanitaria en la última década, el sistema sigue estando gravemente subdesarrollado. El gasto total en atención sanitaria en 2014 constituyó el 5,64% del producto interior bruto. Ese mismo año, el gasto per cápita en atención sanitaria fue de 202 dólares per cápita.
En 2014 había 5,25 médicos por cada 10.000 habitantes. En 2014 Yemen disponía de 7 camas de hospital por cada 10.000 habitantes. Los servicios sanitarios son especialmente escasos en las zonas rurales. El 25% de las zonas rurales están cubiertas por servicios sanitarios, frente al 80% de las zonas urbanas. La mayoría de las muertes infantiles se deben a enfermedades para las que existen vacunas o que pueden prevenirse.

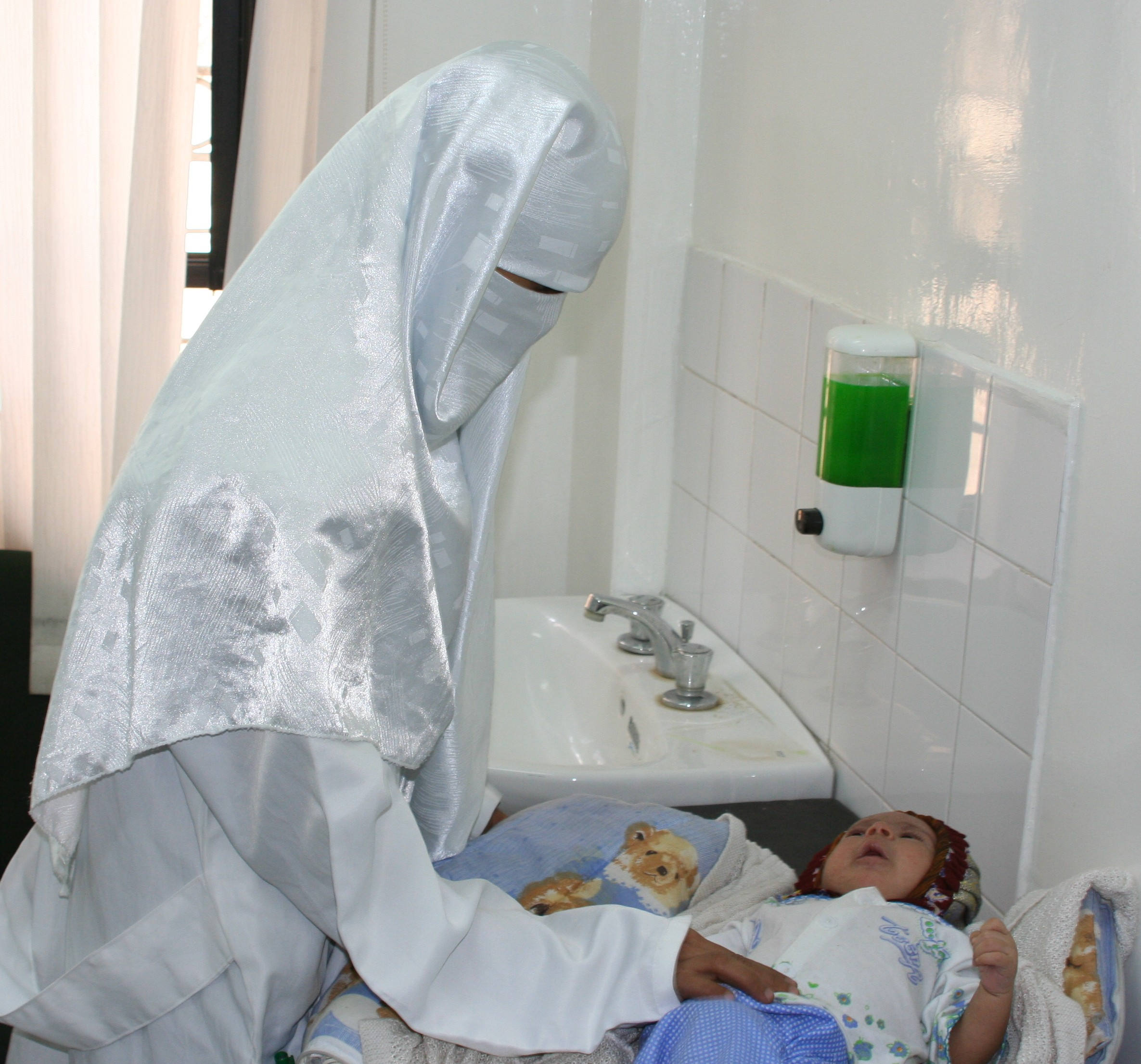
Una doctora de Yemen examinando a un bebé

En 2009, Saná'a debido a la guerra sufrió grave riesgo de quedarse sin agua potable.
Antes del conflicto actual, el sistema sanitario de Yemen era débil debido a la falta de gasto en sanidad pública. A mediados de la década de 2000, Yemen decidió adoptar un enfoque basado en el mercado para su sistema sanitario, debido a la creciente liberalización del país. Sin embargo, este enfoque basado en el mercado afectó directamente a los pobres y a quienes vivían en zonas rurales, debido a la disminución del presupuesto de Yemen en sanidad pública y al uso de las tarifas de usuario. El acceso a los servicios sanitarios está muy determinado por la ubicación geográfica. Aunque la Constitución de Yemen promete asistencia sanitaria para todos, sólo el 25% de los habitantes de las zonas rurales tienen acceso a los servicios sanitarios, frente al 80% que lo tiene en las zonas urbanas. Además, la mayoría de los hospitales se encuentran en zonas urbanas, lo que dificulta el acceso de los habitantes de las zonas rurales.
UNICEF ha hecho un gran esfuerzo en la lucha contra la epidemia de cólera con grandes esfuerzos para proporcionar vacunas que ayuden a inmunizar a la población yemení. Ha habido 900.000 casos sospechosos de cólera y pueden ser tratados. Han lanzado varias campañas para ayudar a combatir enfermedades como la tos ferina, la neumonía, el tétanos, la tuberculosis, la difteria y la meningitis, y continúan enviando vacunas al pueblo yemení[21] Hasta el 4 de diciembre de 2018, Estados Unidos ha financiado aproximadamente 696 millones de dólares en fondos humanitarios para Yemen. Las organizaciones humanitarias han creado enormes impactos en Yemen al proporcionar provisiones de salud, nutrición y alimentos para los impactados. Arabia Saudita y los Emiratos Árabes Unidos también han apoyado el apoyo alimentario y nutricional al prometer 500 millones de dólares para ayudar a proporcionar a 12 millones de yemeníes.

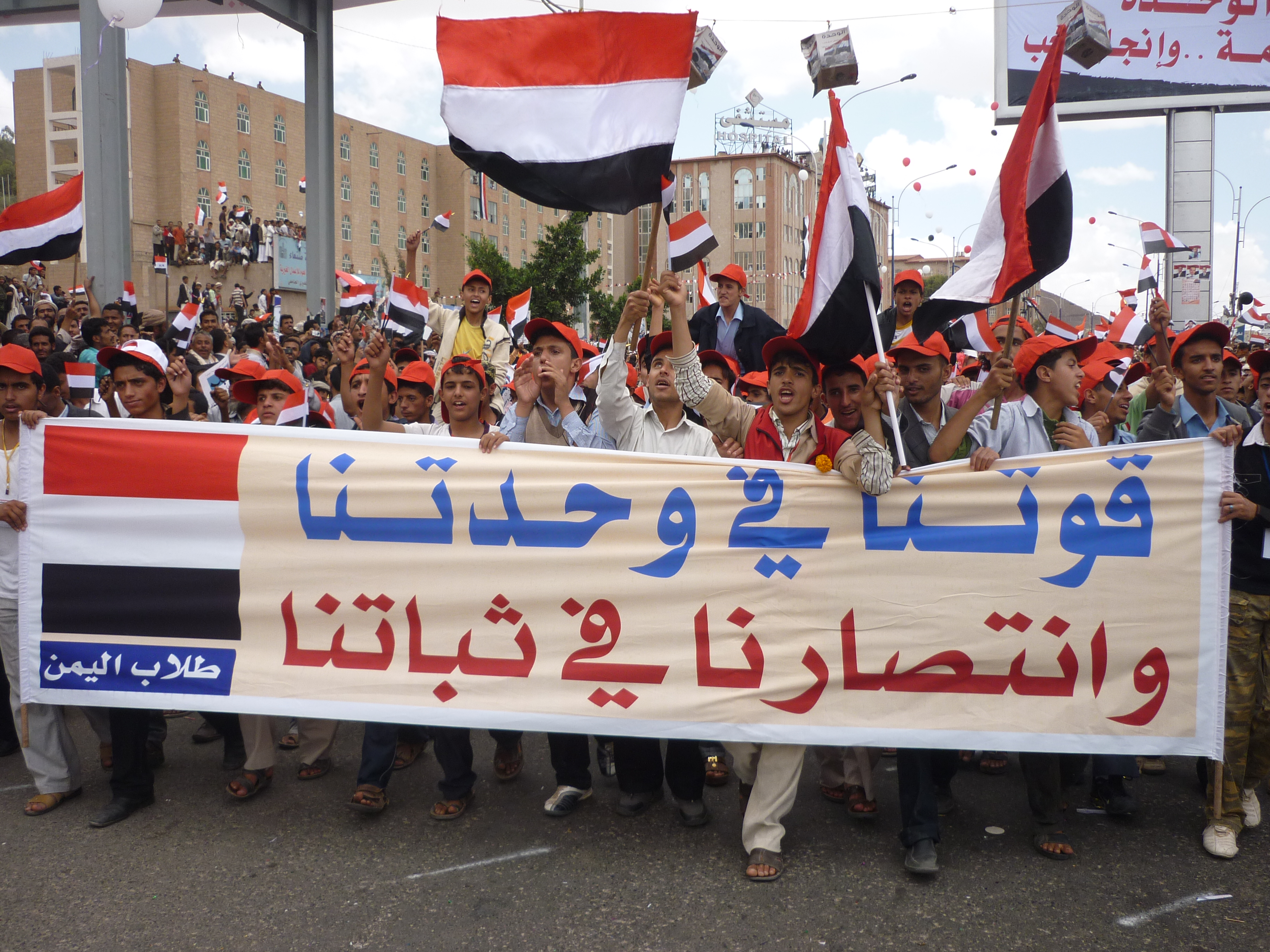
Un cartel en árabe durante una protesta en Yemen

### Idiomas
El árabe moderno estándar es la única lengua oficial de Yemen, mientras que el árabe yemení se utiliza como lengua vernácula. En la provincia de Al Mahrah, en el extremo oriental, y en la isla de Socotra se hablan varias lenguas no árabes. La comunidad sorda utiliza la lengua de signos yemení.
Yemen forma parte de la patria de las lenguas semíticas del sur. El mehri es la lengua semítica meridional más hablada en el país, con más de 70.000 hablantes. La etnia que lo habla se llama mehrí. El socotrí es otra lengua semítica meridional, cuyos hablantes viven en la isla de Socotora, aislados de las presiones del árabe en el territorio continental yemení. Según el censo de 1990 en Yemen, el número de hablantes era de 57.000.
Yemen fue también la cuna de las antiguas lenguas árabes del sur. La lengua razihi parece ser la única que queda del antiguo árabe meridional.
El inglés es la lengua extranjera más importante, se enseña y es hablado por una minoría, sobre todo en el sur, antigua colonia británica.

## Cultura

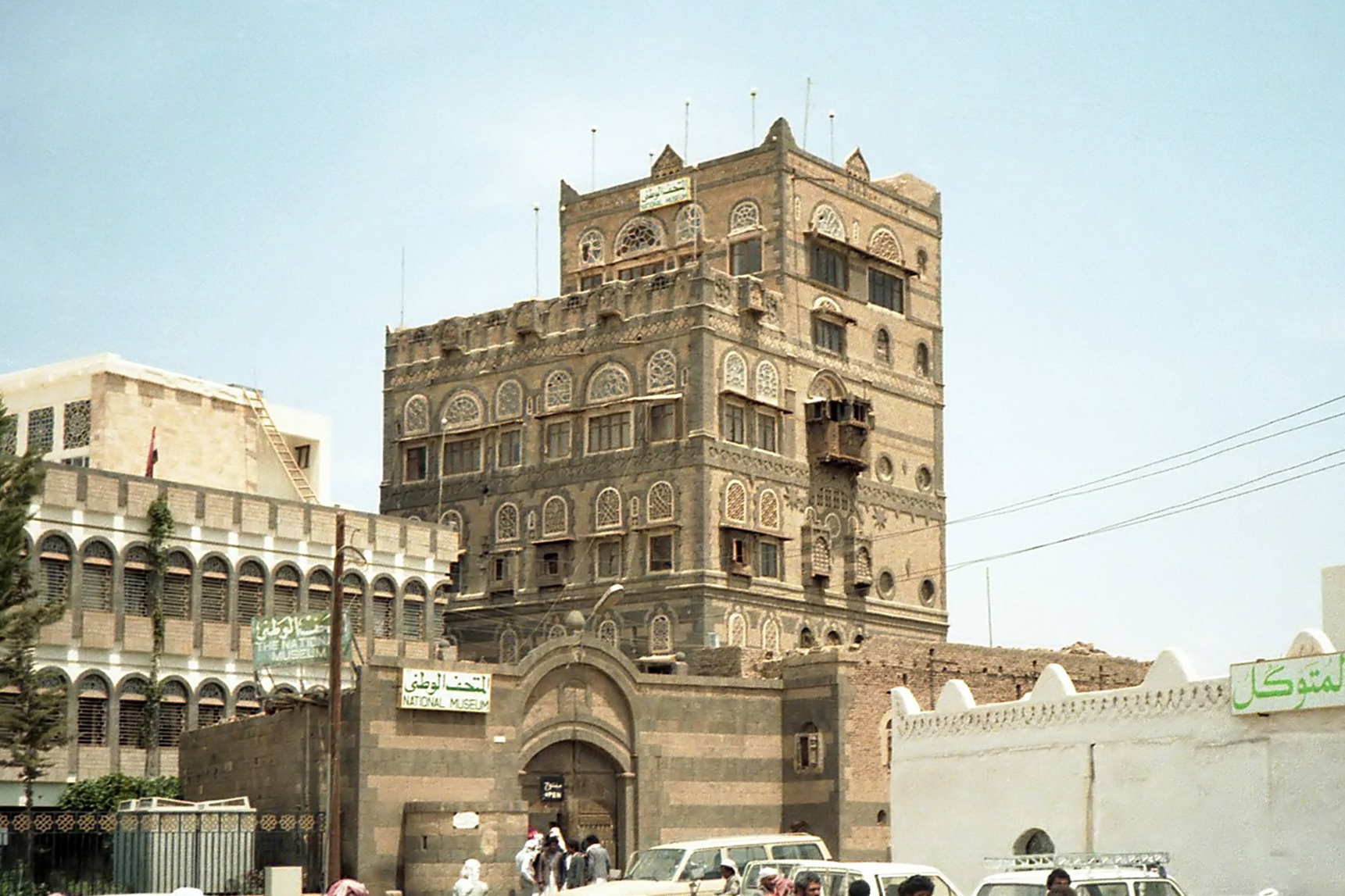
Museo Nacional de Yemen, en la capital.

Siendo, a pesar de las reservas naturales, uno de los países más pobres de la región, su cultura no guarda una relación con este estatus. No obstante a ello, se mantienen entre la mayor parte de la población los principales hábitos y costumbres de la milenaria cultura de Oriente Próximo, con toda la mística relacionada con la región. Asimismo, en la capital Saná se encuentran universidades en las cuales se pueden cursar carreras de grado.

### Patrimonio de la Humanidad
Entre las atracciones naturales y culturales de Yemen figuran cuatro sitios del Patrimonio Mundial. La antigua ciudad amurallada de Shibam, en Wadi Hadhramaut, inscrita por la UNESCO en 1982, dos años después de que Yemen ingresara en el Comité del Patrimonio Mundial, recibe el sobrenombre de "Manhattan del desierto" por sus rascacielos. Rodeada por una muralla fortificada de barro y paja, la ciudad del siglo XVI es uno de los ejemplos más antiguos de urbanismo basado en el principio de la construcción vertical.

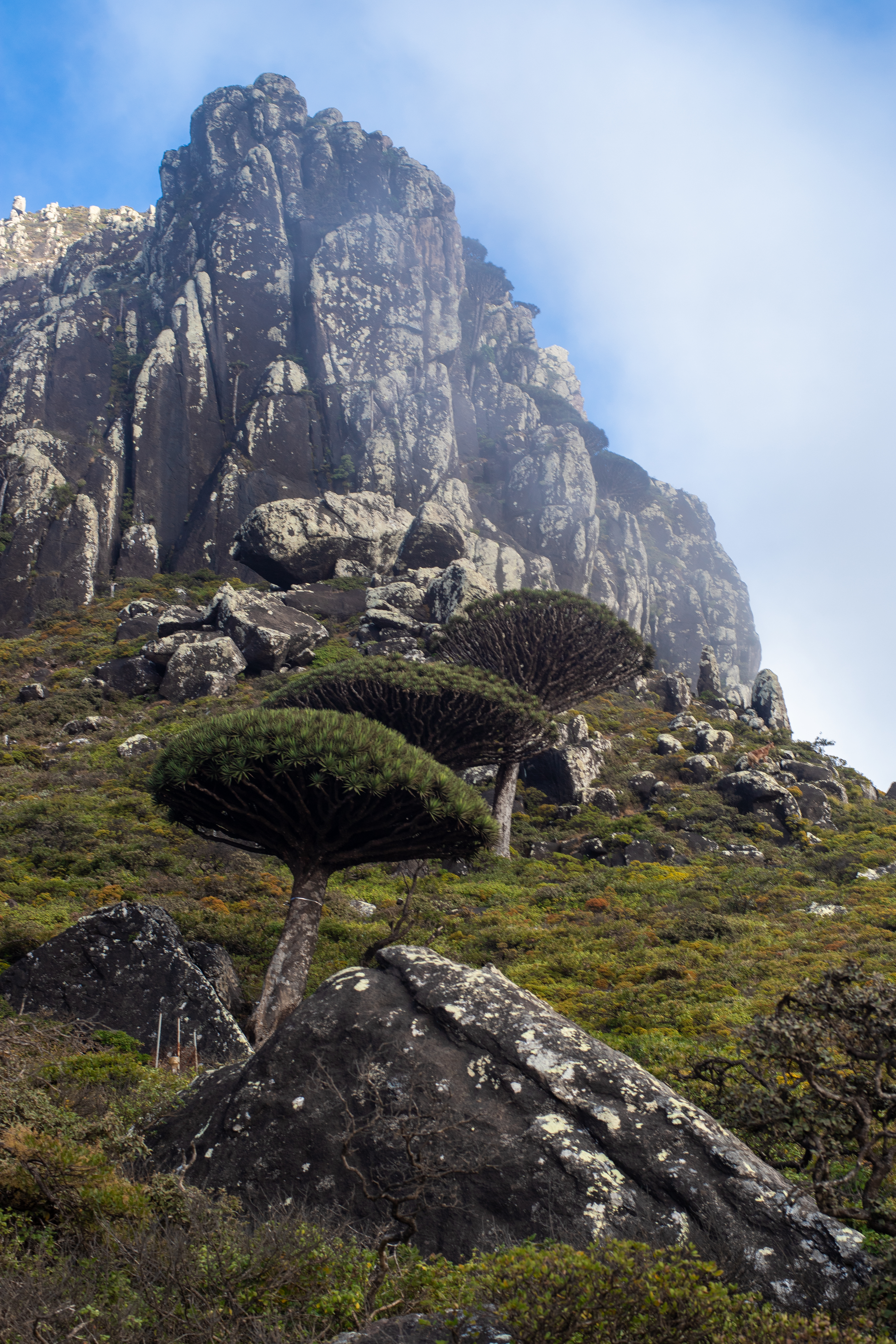
Socotra en Yemen es Patrimonio de la Humanidad

La Ciudad Vieja de Saná, situada a más de 2.100 metros de altitud, está habitada desde hace más de dos milenios y medio, y fue inscrita en 1986. Saná se convirtió en un importante centro islámico en el siglo VII, y las 103 mezquitas, 14 hammams (baños tradicionales) y más de 6.000 casas que se conservan datan de antes del siglo XI.
Cerca de la costa del Mar Rojo, la ciudad histórica de Zabid, inscrita en 1993, fue la capital de Yemen entre los siglos XIII y XV, y es un yacimiento arqueológico e histórico. Desempeñó un papel importante durante muchos siglos gracias a su universidad, que fue un centro de aprendizaje para todo el mundo árabe e islámico.
La última incorporación de Yemen a la lista del Patrimonio Mundial es el archipiélago de Socotra. Mencionado por Marco Polo en el siglo XIII, este archipiélago remoto y aislado consta de cuatro islas y dos islotes rocosos que delimitan el límite meridional del golfo de Adén. El lugar posee una rica biodiversidad. En ningún otro lugar del mundo se dan el 37% de las 825 plantas de Socotra, el 90% de sus reptiles y el 95% de sus caracoles. Alberga 192 especies de aves, 253 especies de coral, 730 especies de peces costeros y 300 especies de cangrejos y langostas, así como el árbol de la sangre de dragón (Dracaena cinnabari). El patrimonio cultural de Socotra incluye la lengua única soqotri.

### Gastronomía
La cocina yemení es muy diferente de la de Oriente Próximo y difiere ligeramente de una región a otra. El pollo y el cordero se comen mucho más que la ternera, que es cara. El pescado se consume sobre todo en las zonas costeras.
El queso, la mantequilla y otros productos lácteos son menos comunes en la dieta yemení. La mantequilla, sin embargo, se utiliza casi a diario en algunos pueblos donde está más disponible. Las grasas más utilizadas son el aceite vegetal y la mantequilla clarificada, que se emplea en platos salados y repostería.

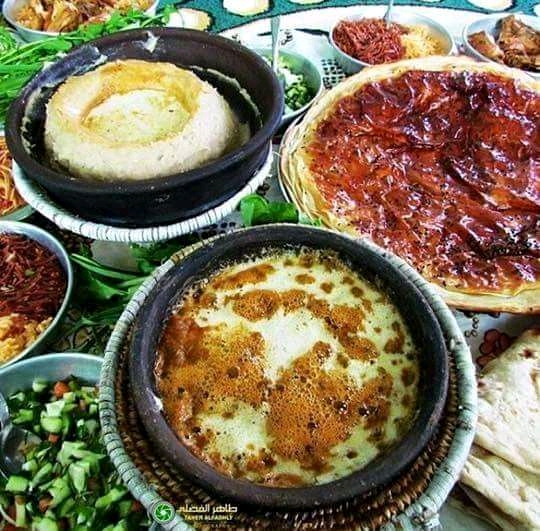
La salta que se muestra aquí con otros platos es parte de la Cocina Yemení

Aunque cada región tiene su propia variante, la salta se considera el plato nacional. Se trata de un guiso de carne llamado maraq, con un mechón de fenogreco, y sahawiq o sahowqa (una mezcla de chile, tomates, ajo y hierbas en salsa). A la salsa se le añade arroz, patatas, huevos revueltos y verduras. Tradicionalmente se come con pan yemení, que se utiliza como cucharón.
La shakshuka es un plato popular en Yemen: se elabora con huevos, carne, tomates, pimientos, cebollas y especias (a menudo comino, cúrcuma y guindilla), y suele servirse con pan yemení o pan blanco utilizado como utensilio.
Otros platos populares son: asid, fahsa, tharid, samak mofa, mandi, biryani, fattah, shafut y fatut.
El té con leche (después del qat), el té negro (con cardamomo, clavo o menta), el qishr (cáscara de café), el qahwa (café), el karkadin (infusión de flores secas de hibisco), el Naqe'e al-zabib (bebida fría) y el diba'a (néctar de calabaza) son bebidas populares en todo Yemen. También son populares los zumos de mango y guayaba.
Maluga y laxux son los tipos de pan más comunes en Yemen. La maluga se come con platos de alubias, como el medames ful (similar al arroz con judías). El laxux se come con curry, guisos y sopas yemeníes, así como con platos de arroz.

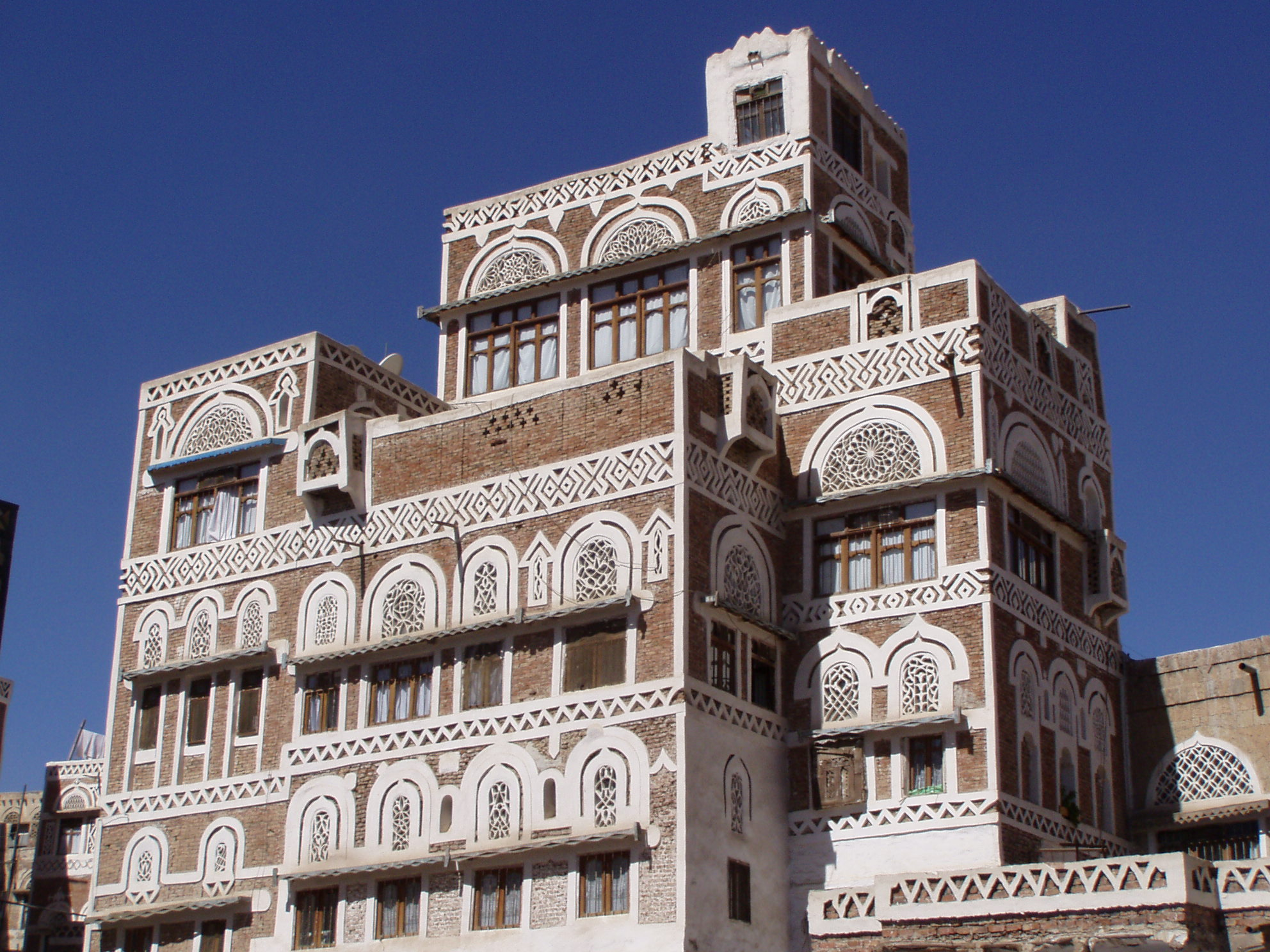
Casa Torre en el casco antiguo de Saná

### Arquitectura
La arquitectura de Yemen se remonta a la antigüedad, cuando formaba parte de la tradición de la arquitectura del sur de Arabia. Su desarrollo continuó durante el periodo islámico, mostrando tanto características locales como influencias externas. Las ciudades y pueblos históricos de Yemen son conocidos por sus tradicionales casas-torre.
En la Antigüedad, Yemen albergaba varias ciudades-estado ricas y una tradición autóctona de arquitectura del sur de Arabia. Los textos históricos y las pruebas arqueológicas indican que en varias ciudades existían palacios grandes y ricamente decorados, como el palacio Ghumdan de Saná. La mayoría de estas estructuras no se han conservado, aunque los restos de Shabwa, la antigua capital de Ḥaḍramawt, proporcionan algunas pruebas de su estructura.

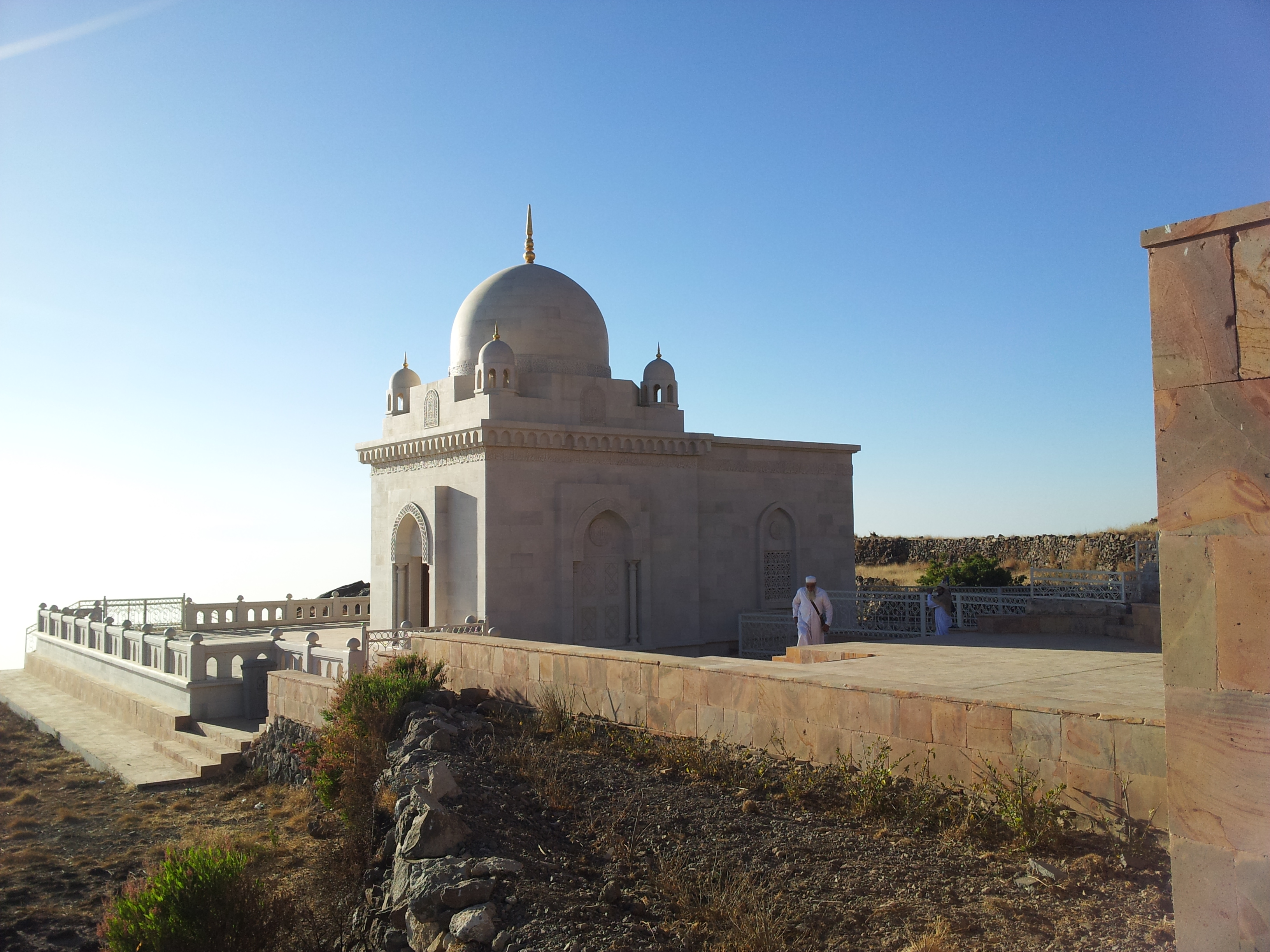
Mausoleo de Idris Imad al-Din en Shibam

Yemen se islamizó en el siglo VII, pero son pocos los edificios de principios del periodo islámico que se conservan intactos en la actualidad. Sólo a partir del siglo X pueden documentarse estilos arquitectónicos islámicos distintivos. La arquitectura yemení puede caracterizarse como "conservadora", ya que los yemeníes combinan su pasado preislámico e islámico. Esta filosofía queda demostrada en la construcción de la mezquita de Salomón en Marib, que se edificó directamente sobre un antiguo templo.
Yemen destaca por sus históricas casas-torre, construidas en dos o más plantas. Estas casas varían en forma y materiales de una región a otra. Suelen estar construidas con barro (tierra apisonada o ladrillos de barro secados al sol), piedra o una combinación de ambos, y madera para los tejados y los suelos.
En algunos casos, como en Saná, los pisos inferiores están construidos con piedra más pesada y los superiores con ladrillo más ligero. En ocasiones, el barro se mezcla con paja y las paredes se revisten con cal. Tradicionalmente, la planta baja podía utilizarse para funciones prácticas como la agricultura, las plantas intermedias constaban de varias salas multifuncionales y la planta superior solía tener una gran sala de recepción (mafraj) que disfrutaba de las mejores vistas.

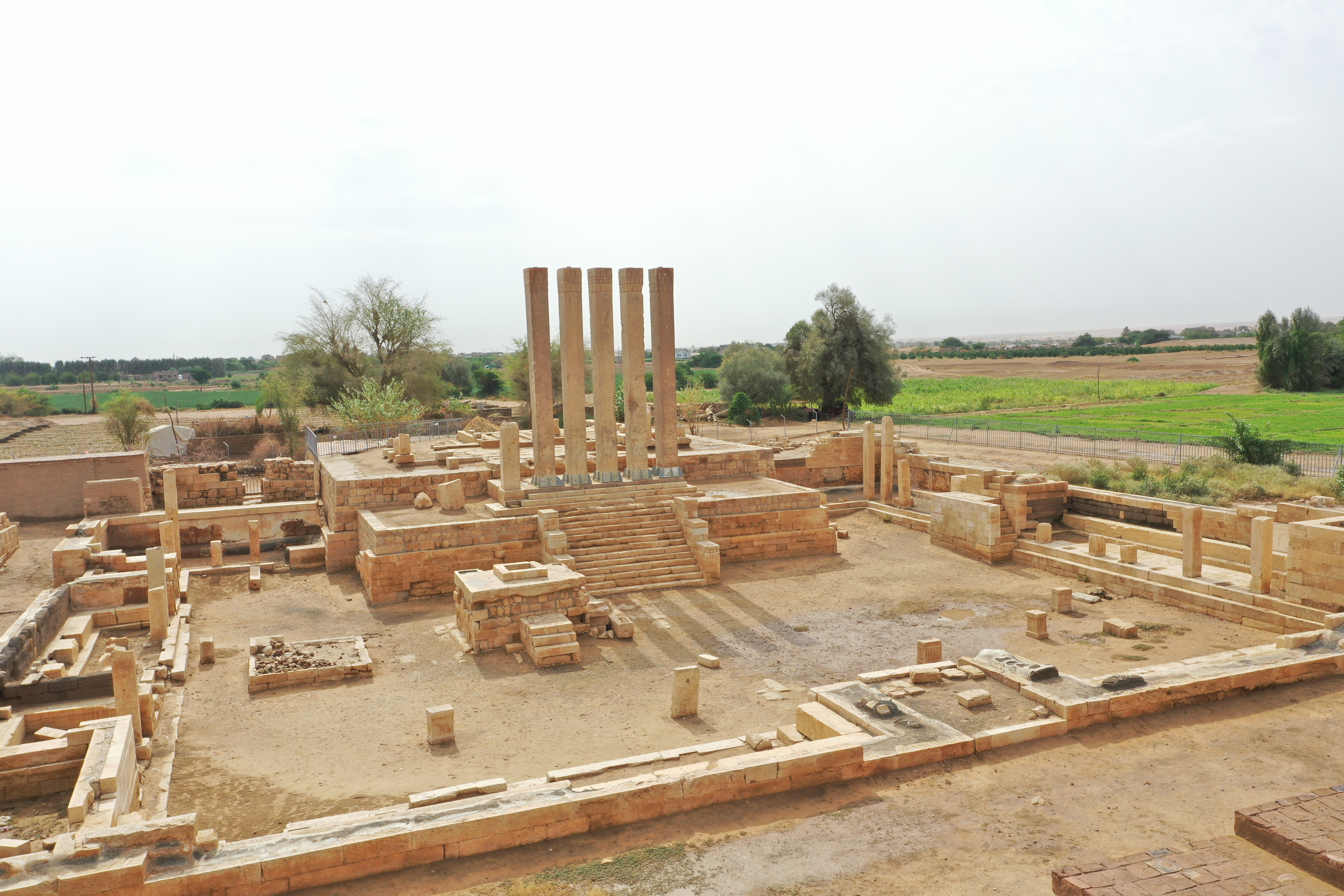
Hitos del antiguo Reino de Saba en Marib, en la actual Yemen

Algunos pueblos y ciudades, como Rada'a, se construyeron alrededor de una ciudadela fortificada (por ejemplo, la ciudadela de Rada'a), otros estaban rodeados por una alta muralla de adobe (por ejemplo, Shibam), y algunos se construyeron de manera que las propias casas formaban una muralla exterior a lo largo de una posición elevada (por ejemplo, Khawlan).
Aunque estas estructuras se reparan y restauran con el tiempo, este estilo arquitectónico ha permanecido en general inalterado durante cientos de años[3]. La ciudad vieja de Saná es un ejemplo destacado que conserva muchas de estas casas. Hoy es Patrimonio de la Humanidad de la UNESCO, aunque su conservación está amenazada por la actual guerra civil yemení.

## Deporte

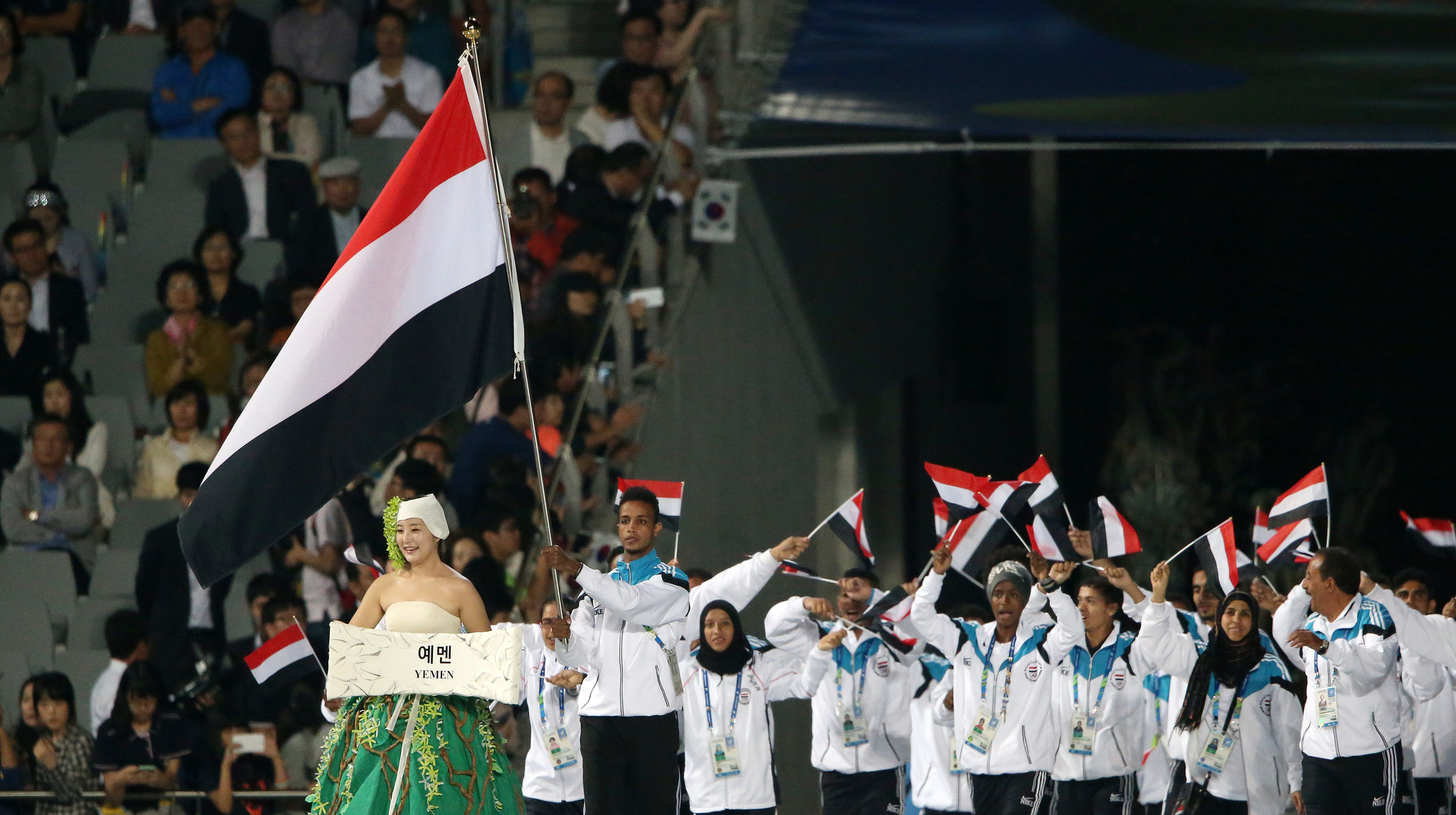
La Delegación de Yemen en los Juegos Asiáticos de 2014

El país cuenta con una selección de fútbol afiliada a la FIFA desde 1980. Realmente el país se unificó, norte y sur, en 1990, pero se considera a la selección actual heredera de la selección del Norte. La competición futbolística local es organizada por la Asociación de Fútbol de Yemen. La Liga Yemení es la primera división del país, estando formada por catorce equipos. Algunos de los equipos principales son Al-Ahli San'a, Al Sha'ab Ibb y el ganador de la liga en 2006, Al-Saqr. Aparte de la liga existe la Copa Presidente de Yemen, ganada en 2006 por Al-Sha'ab Hadramaut.
En otros deportes, el país consiguió una medalla de bronce en los Juegos Asiáticos de 2006 en la competición de Wushu.